# Parfenievo
Vous lisez un « bon article » labellisé en 2024.
Parfenievo (en russe : Парфе́ньево, en russe pré-1918 : Парфентьевъ, Parfentiev) est un village russe qui fait partie du raïon de Parfenievo, dont il est le centre administratif, dans le centre-nord de l'oblast de Kostroma. Situé sur le plateau de Galitch, il est entouré de forêts de taïga russe. Ce village a une vocation agricole et forestière. Avec une population de 2 697 habitants, Parfenievo est le village le plus peuplé de son raïon. Le village possède plusieurs industries, dont des usines d'exploitation du bois, faisant de la localité le centre économique du raïon.
La région de Parfenievo est habitée depuis l'Antiquité par les tribus finnos-ougriennes, puis à partir du IXe siècle par les Slaves venant de l'ouest. Prospérant de sa situation stratégique pour la grande-principauté de Moscou, qui la fonde en édifiant une forteresse au début des années 1520 : elle permet alors de protéger la région, et particulièrement Galitch, contre le khanat de Kazan. Malgré l'expansion du pays et sa perte de situation stratégique, elle continue de se développer grâce aux commerces, se situant au carrefour de plusieurs axes commerciaux.
Bien qu’elle perde en 1778 son statut de ville, devenant une possad, ce développement se poursuit lentement. Les premiers édifices en pierre sont érigés, comme l'église de la Résurrection-du-Christ en 1790. Au siècle suivant, les services publics font leur apparition, école, hôpital, routes, poste, télégraphes. Les bâtiments en pierre couvrent alors le centre-ville, dans un style néoclassique russe encore préservé aujourd'hui. La période soviétique affecte négativement le village, mais le développement reprend après la fin de l'Union soviétique. Les églises et autres bâtiments qui avaient été laissés à l'abandon sont restaurés et protégés. Aujourd'hui, Parfenievo est un village typique de l'arrière-pays russe.

## Toponymie
Parfenievo, en russe : Парфе́ньево, avec l'accent sur le second e, écrit avant 1918 Парфентьевъ, Parfentiev, est un nom récent pour la région, ne découlant pas des très nombreux noms laissés par les Mériens.
Il existe deux versions sur l'origine du nom. La première évoque un moine du nom de Parfeny, qui a fondé un monastère dans l'actuel territoire du village. L'existence du monastère est documentée, il se trouvait sur l'actuel début de la rue Komsomolskaïa du village et l'emplacement de l'église de la Nativité. Mais ce monastère a été fondé au XVIIe siècle sous le règne de Michel Ier, alors que le village est connu depuis le siècle précédent. Par ailleurs, le monastère s'appelait « Pojdestevenski, dans les gouffres du bois noir,, sur la rivière Neïa», soit aucun indice du nom du prétendu moine,.
La seconde version veut que le village ait été nommé d'après le constructeur de la forteresse, le greffier de l'ordre de décharge, un certain Parfeniev. Mais la Chronique de Galitch, qui mentionne pour la première fois le village, n'indique pas le nom de ce greffier. Il est vrai qu'à cette époque, des ingénieurs militaires spéciaux et greffiers étaient envoyés de Moscou par l'Ordre de décharge pour construire des forteresses. Il est vrai qu'un greffier de l'Ordre du début du XVIe siècle s'appelait Parfeniev, mais l'on ne sait pas s'il a participé à la construction de la forteresse. Dans ces deux dernières versions, le nom du village veut littéralement dire « village de Parfeny/Parfeniev ». Le nom de « Parfentiev » est le nom utilisé lors de la première mention du village en 1522.
À noter que le nom Parfeniev est souvent utilisé au XVIe siècle et XVIIe siècle, tandis qu'au XIXe siècle et jusqu'à la réforme orthographique de 1918, c'est Parfentiev qui est le nom utilisé.

## Géographie

### Situation

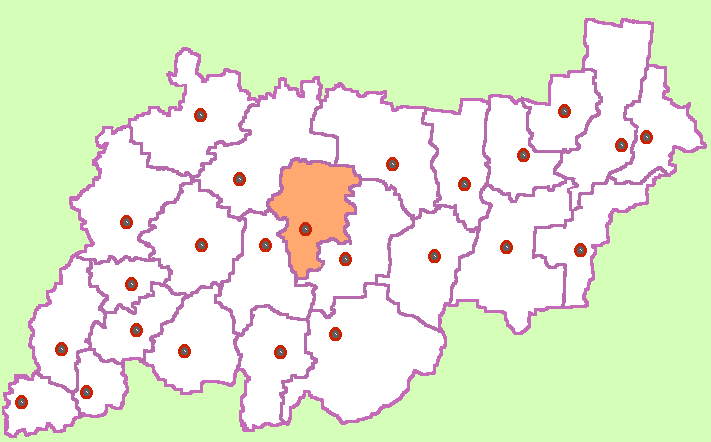
Raïon de Parfenievo avec l'emplacement du chef-lieu, Parfenievo.

Parfenievo est situé dans le centre-nord de l'oblast de Kostroma, oblast au nord-est de la capitale. L'oblast se trouve en Russie européenne, dans le district fédéral central. Moscou, qui est aussi la capitale du district, se trouve à 462 kilomètres au sud-ouest du village, tandis que la capitale du sujet Kostroma est à 166 kilomètres au sud-ouest. La ville la plus proche est Neïa, à 33 kilomètres au sud-ouest.
Par la route, Parfenievo est distante de 47 kilomètres de Neïa, 76 kilomètres de Galitch, 100 kilomètres de Tchoukhloma, 200 kilomètres de la capitale régionale Kostroma et 540 kilomètres de Moscou.
La localité est située dans le raïon de Parfenievo, raïon ayant une superficie de 2 468,78 km2 dans le centre-nord de l'oblast. Le raïon compte 109 localités, qui étaient réparties dans trois municipalités jusqu'à la dissolution de celles-ci en 2021. Parfenievo se situait dans l'établissement rural de Parfenievo, établissement rural qui regroupait 47 localités, dont Parfenievo était le centre administratif,.

### Localités limitrophes
Parfenievo est entouré par dix localités limitrophes :
- au sud se trouvent Molodiojni (sud-ouest), Antouchevo (sud), et Ouspenié (sud-est) ;
- à l’est, se situent Spitsino (sud-est), Fediounino (est) et Lojkovo (nord-est) ;
- à l’ouest, il y a le village de Svatelovo ;
- au nord se trouvent Netchaïevo (nord-ouest), Iefimovo et Maloïe Malyguino (nord-est).

| Netchaïevo | Iefimovo   | Maloïe Malyguino, Lojkovo |
| Svatelovo  | Parfenievo | Fediounino                |
| Molodiojni | Antouchevo | Ouspenié,Spitsino         |

### Hydrographie

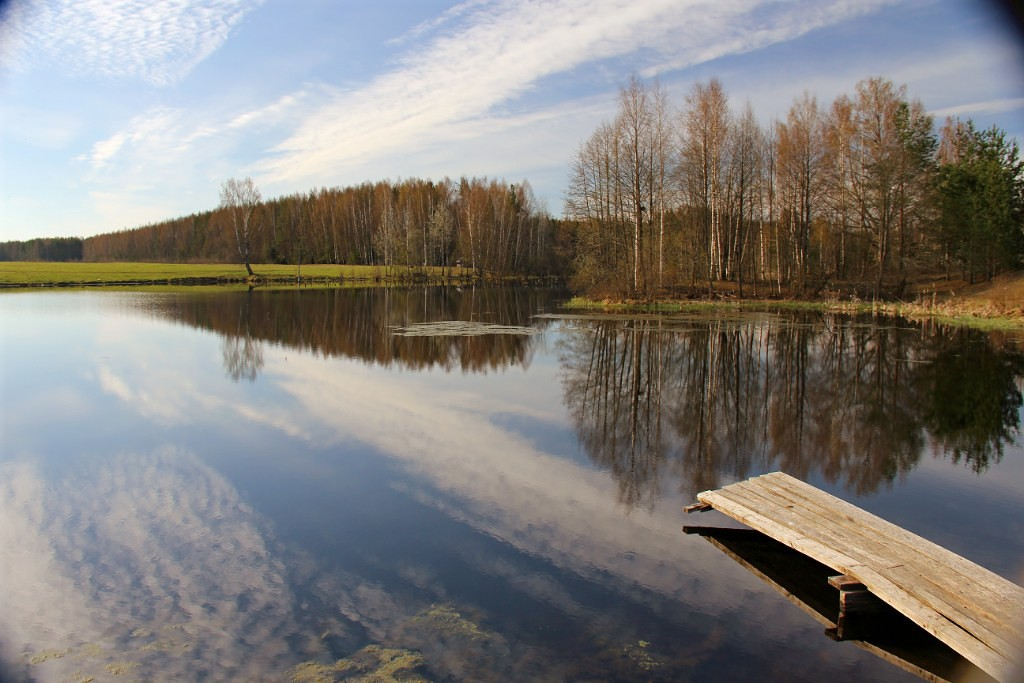
Un étang dans le sud de Parfenievo.

Parfenievo est traversée par un cours d'eau, la Neïa. C'est un affluent de rive droite de la rivière Ounja, elle-même un affluent de rive droite de la Volga. La Neïa est la principale rivière du raïon de Parfenievo, et passe dans la partie sud du village. Longue de 253 km, son bassin versant est grand de 6 060 km2. Le village de Parfenievo se situe à 158 km par le cours d'eau de l'embouchure de la Neïa.
Le débit moyen de la rivière est de 115,97 m3 s à Parfenievo. La rivière connaît des crues au printemps et en automne, mais le village se situe en hauteur par rapport à la rivière, permettant de s'en protéger. Il y a 90 % de chances que la durée de la crue printanière soit d’au moins 25 jours, et seulement 1 % de chances qu’elle dure 69 jours. Il y a 50 % de probabilité que la crue printanière dure 33 jours.

### Géologie
Parfenievo est construite sur le plateau de Galitch, plateau des oblasts de Kostroma et de Vologda formé par des moraines des dernières glaciations,. Les roches de la localité et de ses environs sont érodées par ces glaciations. Les processus de dénudation ont aussi participé à la géologie de l'endroit.
Il y a des gisements de roches du Trias inférieur, représentés par des argiles, limons et sables. Des conglomérats, des grès et siltstones se situent dans les strates de ces gisements. L'épaisseur des dépôts de cette période atteint généralement les 170 à 180 mètres. On trouve des dépôts du Jurassique supérieur, qui recouvrent en discordance ceux du Trias inférieur, avec une épaisseur n'excédant jamais les 50 mètres. Les quatre étages de l'époque sont représentés : Oxfordien, Kimméridgien, Volgien et Callovien. Il y a des dépôts du Crétacé, avec des épaisseurs atteignant les 50 mètres.

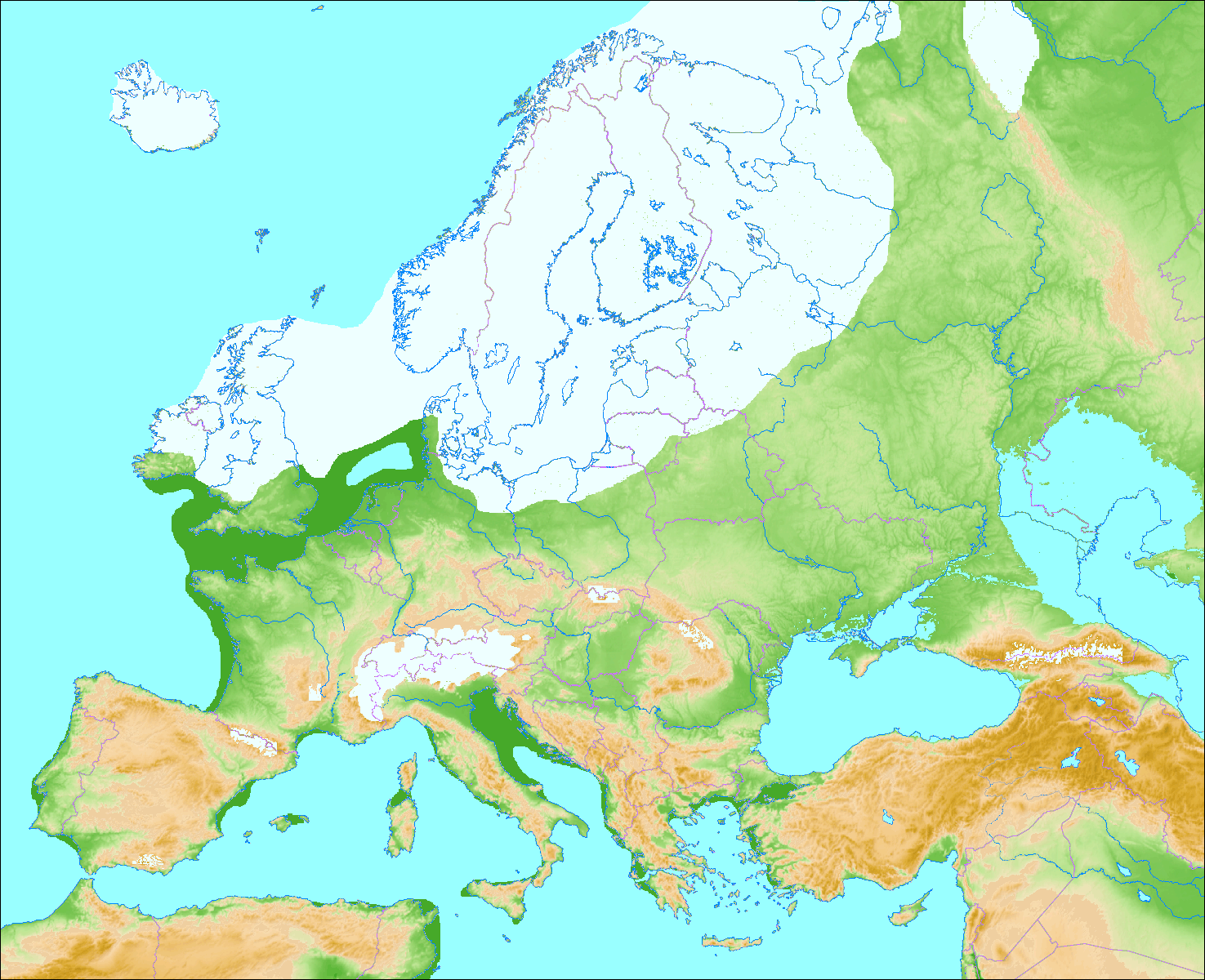
Extension maximale des calottes glaciaires du Nord de l'Europe au cours de la dernière période glaciaire. Le village se situe près du début des glaciers en Russie.

Mais les dépôts les plus importants sont ceux du Quaternaire moyen et supérieur laissés par les glaciations. Ils sont dû à l'érosion par les glaciers qui recouvraient les territoires des roches précédentes. Une ancienne vallée se situait sous le cours de la Neïa (dont à Parfenievo), mais a été remplie par une moraine lors du Quaternaire moyen. Cette moraine a une épaisseur de 5 à 18 mètres selon les endroits et est composée de granit, de calcaire et de grès, et aussi d'argile, silice et quartz.
Le Quaternaire supérieur a ajouté une autre couche de moraines dans la rivière Neïa, avec des dépôts d’argiles, galets et sables épais de 6 à 15 mètres. Après la fin de la dernière glaciation, des alluvions se sont ajoutés dans la vallée de la Neïa, épais de 2 à 8 mètres selon les endroits. Ils sont constitués de galets, roches sédimentaires, et présentent des traces d'anciennes tourbières enterrées avec des restes de bois. Plus récemment, des dépôts marécageux se sont constitués le long de la Neïa, dont certains dans le village. Ces tourbières, qui peuvent atteindre 5 mètres d’épaisseur, sont composées de sphaigne et de carex.

### Climat

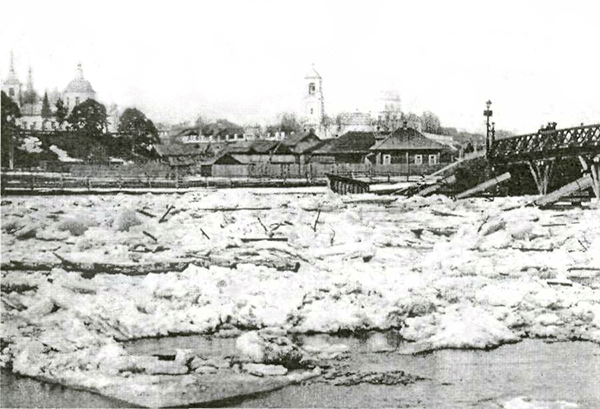
Glace sur la rivière Neïa (photographie du début du XXe siècle).

La station météorologique la plus proche est celle de Kologriv, située à 65 kilomètres au nord-est.
Parfenievo, comme sa voisine du nord-est Kologriv, et plus généralement comme l'ensemble de l'oblast de Kostroma, a un climat continental tempéré, avec des étés modérément chauds et des hivers rigoureux et enneigés. Les précipitations sont importantes durant l'année, notamment en été. L'hiver est marqué par les chutes de neige, qui s'étalent sur une période de 110 à 150 jours dans l'oblast. L'enneigement est maximal en février-mars, avec entre 55 et 80 cm. En novembre, les cours d'eau commencent à geler ; le dégel intervient fin mars-début avril. L'épaisseur de glace à la fin de l'hiver peut atteindre les 60 cm. La période de végétation dure entre 110 et 140 jours.
Le climat continental de Parfenievo est influencé par les vents de l'Atlantique et de la Méditerranée. Les vents prédominants sont ceux du sud et du sud-ouest pour la période de décembre à février, de l'ouest et du nord-ouest pour la période estivale. La vitesse moyenne maximale du vent en janvier est de 5,8 m/s, tandis que celle de juillet est de 4,2 m/s. La vitesse moyenne annuelle du vent est de 3 m/s à Parfeniev.
À Parfenievo, la température maximale absolue de l'air enregistrée est de +36,4 °C en juillet, tandis que la minimale absolue de l'air est de −47,1 °C.
Le printemps est caractérisé à Parfenievo par de fortes variations de température, avec des gelées tardives. Ce n'est qu'au début d'avril que le 0 °C est dépassé, et les +5 °C fin avril. La neige fond début avril, et disparaît complètement à la fin mai. Selon les années, il peut y avoir un décalage de deux à trois semaines, plus tôt ou plus tard. Des anticyclones du sud-est de la Russie européenne peuvent amener des vagues d'air chaud en cette saison, tandis que des cyclones d'air froid venant de Sibérie et de Scandinavie peuvent faire chuter les températures jusqu'en juin. La saison estivale dure de juin à août, avec d'importantes précipitations et des orages. La durée de la période avec des températures moyennes quotidiennes supérieures à 10 °C est de 123 jours, tandis que celle supérieure à 15 °C est de 67 jours. Il y a peu de vent pendant cette période.
L'automne est fortement influencé par des masses d'air d'ouest et du nord-ouest. Le nombre de jours nuageux, de pluie et de brouillard augmente. C'est à la fin octobre que les températures passent sous la barre des 0 °C. L'hiver dure environ cinq mois, de la fin novembre à la mi-mars. Le nombre de jours où les températures moyennes quotidiennes sont inférieures à −5 °C est de 122 jours, tandis que celle sous les −10 °C est de 75 jours. Janvier est le mois le plus froid, et la durée de couverture neigeuse est d'environ 159 jours. La neige arrive à la toute fin octobre, mais le manteau neigeux stable n'est présent qu'à la mi-novembre. Il peut atteindre certaines années 1,6 à 2 mètres. Sa date moyenne de fonte est le 15 avril.
| Mois                              | jan.  | fév.  | mars | avril | mai  | juin | jui. | août | sep. | oct. | nov. | déc.  | année  |
| --------------------------------- | ----- | ----- | ---- | ----- | ---- | ---- | ---- | ---- | ---- | ---- | ---- | ----- | ------ |
| Température minimale moyenne (°C) | −14,1 | −13,6 | −8,4 | −1,5  | 4,4  | 9,1  | 11,8 | 9,6  | 5,5  | 0,4  | −5,8 | −11,2 | −2,683 |
| Température moyenne (°C)          | −10,9 | −9,8  | −3,9 | 3,6   | 10,9 | 15,2 | 17,7 | 14,9 | 9,6  | 3,1  | −3,6 | −8,4  | 2,95   |
| Température maximale moyenne (°C) | −7,6  | −5,7  | 1    | 9,6   | 17,9 | 21,6 | 24,1 | 20,9 | 14,7 | 6,3  | −1,4 | −5,8  | 7,967  |
| Précipitations (mm)               | 40,2  | 33,4  | 32,6 | 30,3  | 47,4 | 79,9 | 64,2 | 67,4 | 48   | 57,8 | 44,1 | 43,4  | 569,7  |

| Diagramme climatique                                  |               |           |             |             |             |              |             |           |            |              |               |
| J                                                     | F             | M         | A           | M           | J           | J            | A           | S         | O          | N            | D             |
| −7,6−14,140,2                                         | −5,7−13,633,4 | 1−8,432,6 | 9,6−1,530,3 | 17,94,447,4 | 21,69,179,9 | 24,111,864,2 | 20,99,667,4 | 14,75,548 | 6,30,457,8 | −1,4−5,844,1 | −5,8−11,243,4 |
| Moyennes : • Temp. maxi et mini °C • Précipitation mm |               |           |             |             |             |              |             |           |            |              |               |

### Milieux naturels et biodiversité

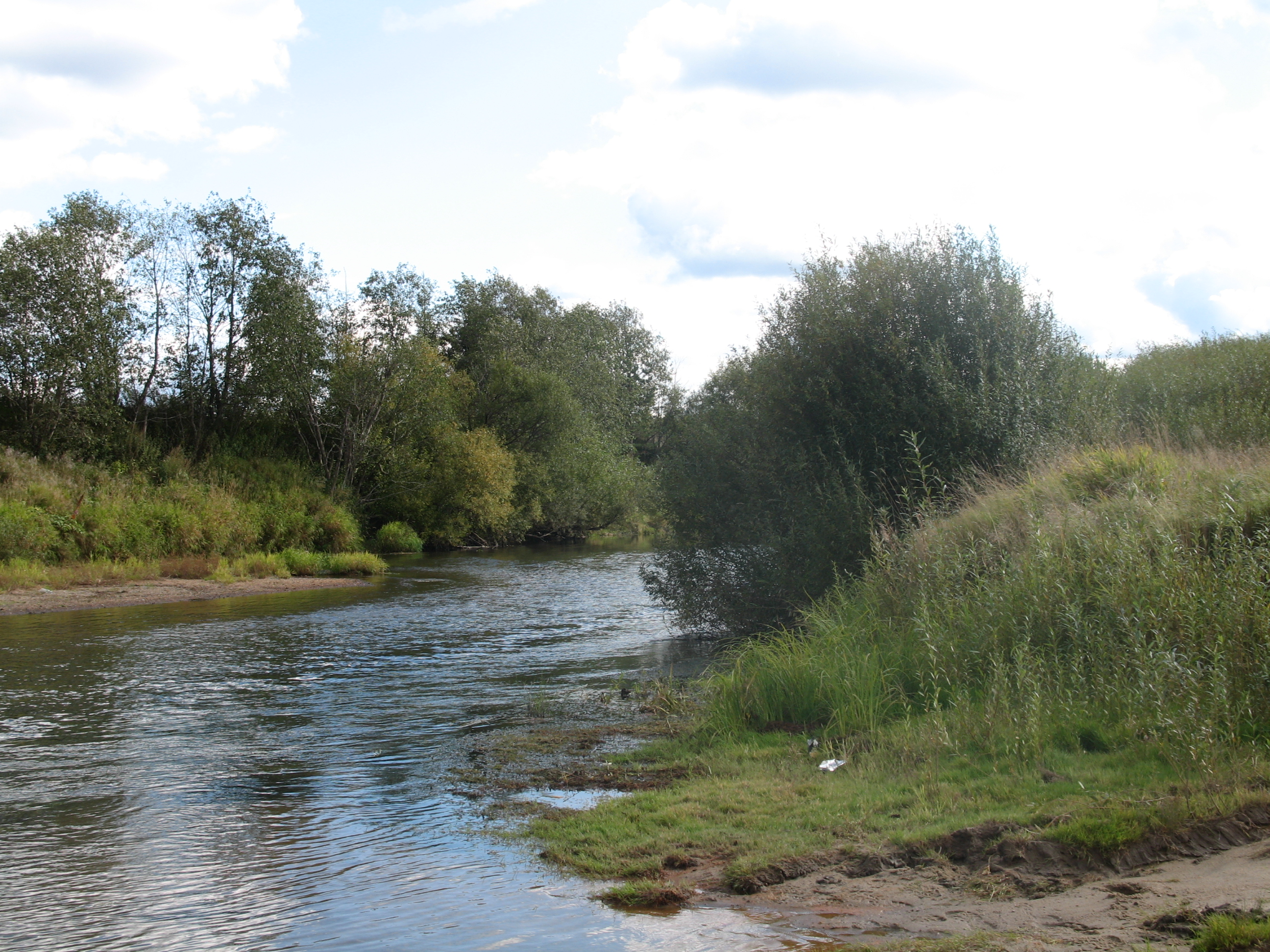
La Neïa depuis une de ses berges près du village.

En raison de la faible artificialisation des terres, la biodiversité occupe une place importante dans les alentours du village. Tous les alentours sont couverts de forêts denses et sèches, typiques de la taïga boréale russe. La région de Parfenievo se situe à la limite de la taïga méridionale et de la taïga moyenne. Les conifères représentent environ 60 % des arbres des forêts environnantes. Les principaux arbres sont les pins de Sibérie, les pins sylvestres, les épicéas communs, les bouleaux verruqueux et les trembles. Il y a aussi des mélèzes de Sibérie et d'Europe, des sapins et des tilleuls. En forêt, l'on trouve de très importantes quantités de champignons et de baies, les premiers ayant fait la renommée du village au XIXe siècle,.
Le long de la Neïa, tout comme avec les autres cours d'eau de la région, les sols sont des tourbières et des marais. Dans les marécages, l'on trouve des bouleaux et des saules dans la strate arbustive, qui reste toutefois peu développée. La couverture herbacée est dominée par le calla des marais, les mousses et les sphaignes. À la périphérie de ce type d'environnement peuvent se trouver des aulnes noirs.
La faune est fortement influencée par la position dans la taïga, à la limite de deux de ses sous-zones. Il y a ainsi des espèces du Grand Nord et des espèces plus méridionales. Dans les forêts vivent des écureuils, des élans, des hermines, des lièvres, loups, lynx, martres, renards et putois. Parmi les oiseaux, il y a des grands tétras et des tétras lyres. Les espaces le long des cours d'eau sont habités par le castor d'Europe, le desman de Moscovie et le vison d'Europe. Les oiseaux de cette zone les plus nombreux sont le balbuzard pêcheur, l'hirondelle, la poule d'eau et la sterne (lors de ses migrations).

Spécimens de la faune présente dans les environs de Parfenievo.
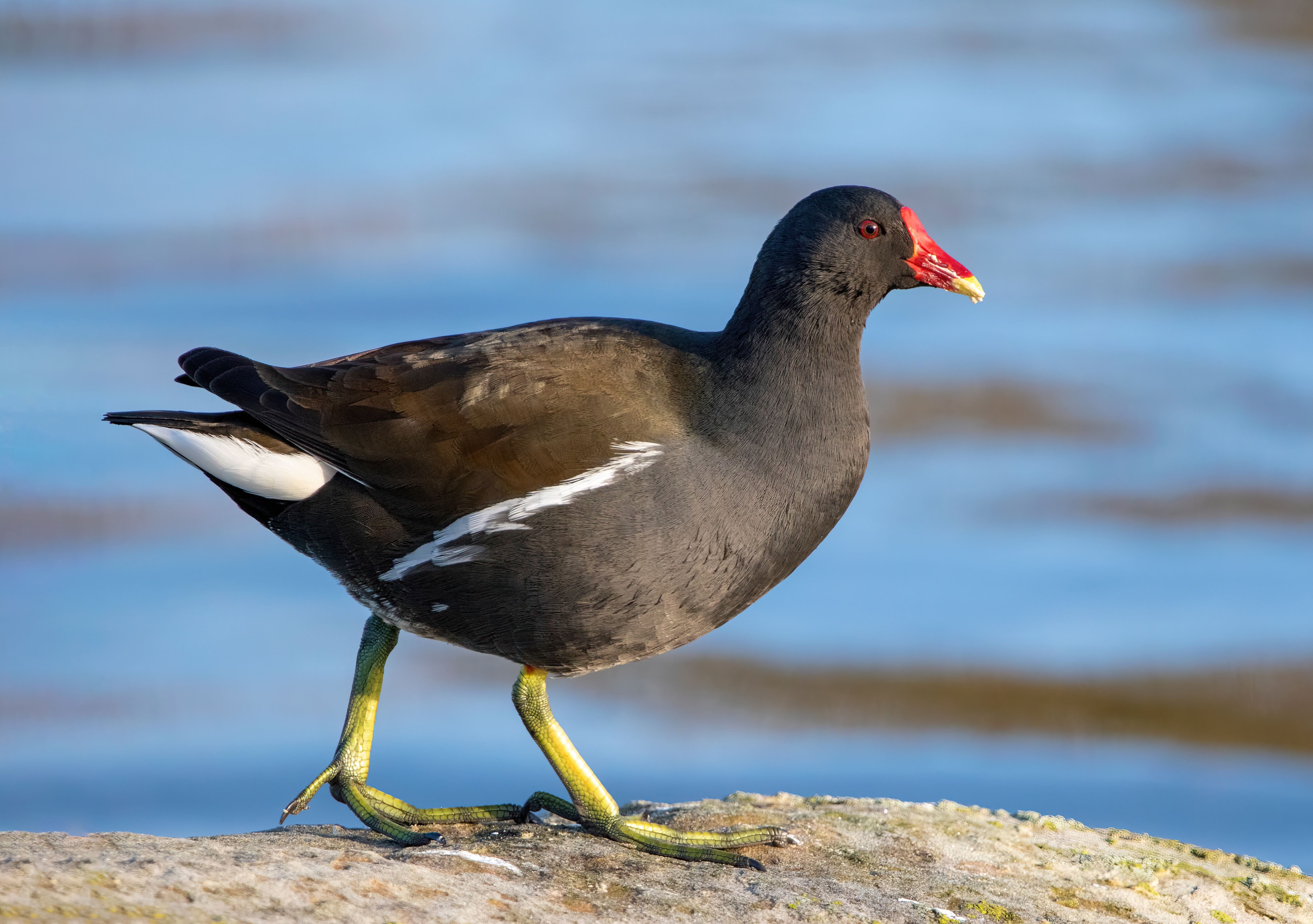
Gallinule poule-d'eau.
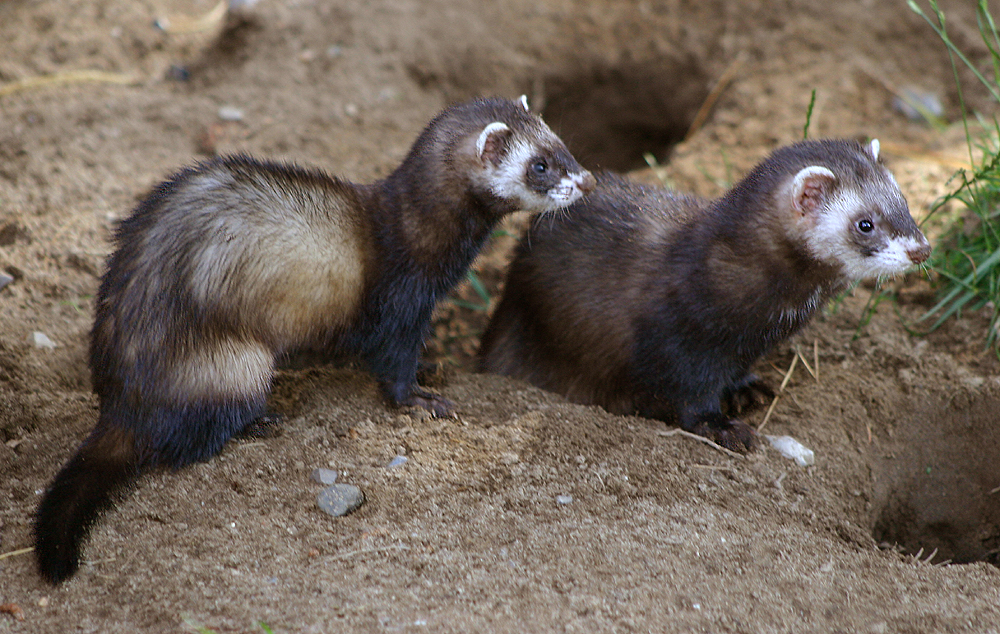
Putois.
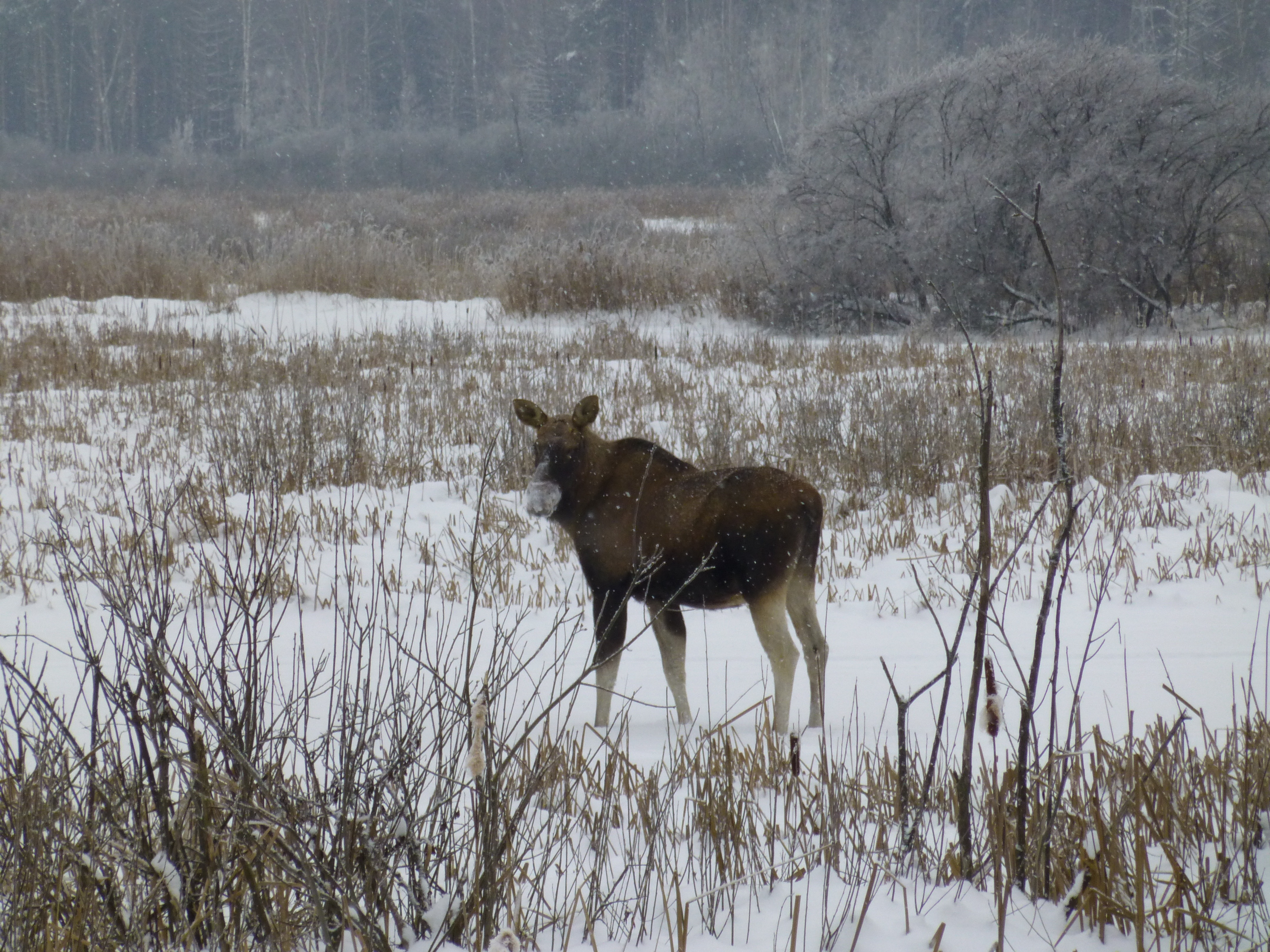
Élans.
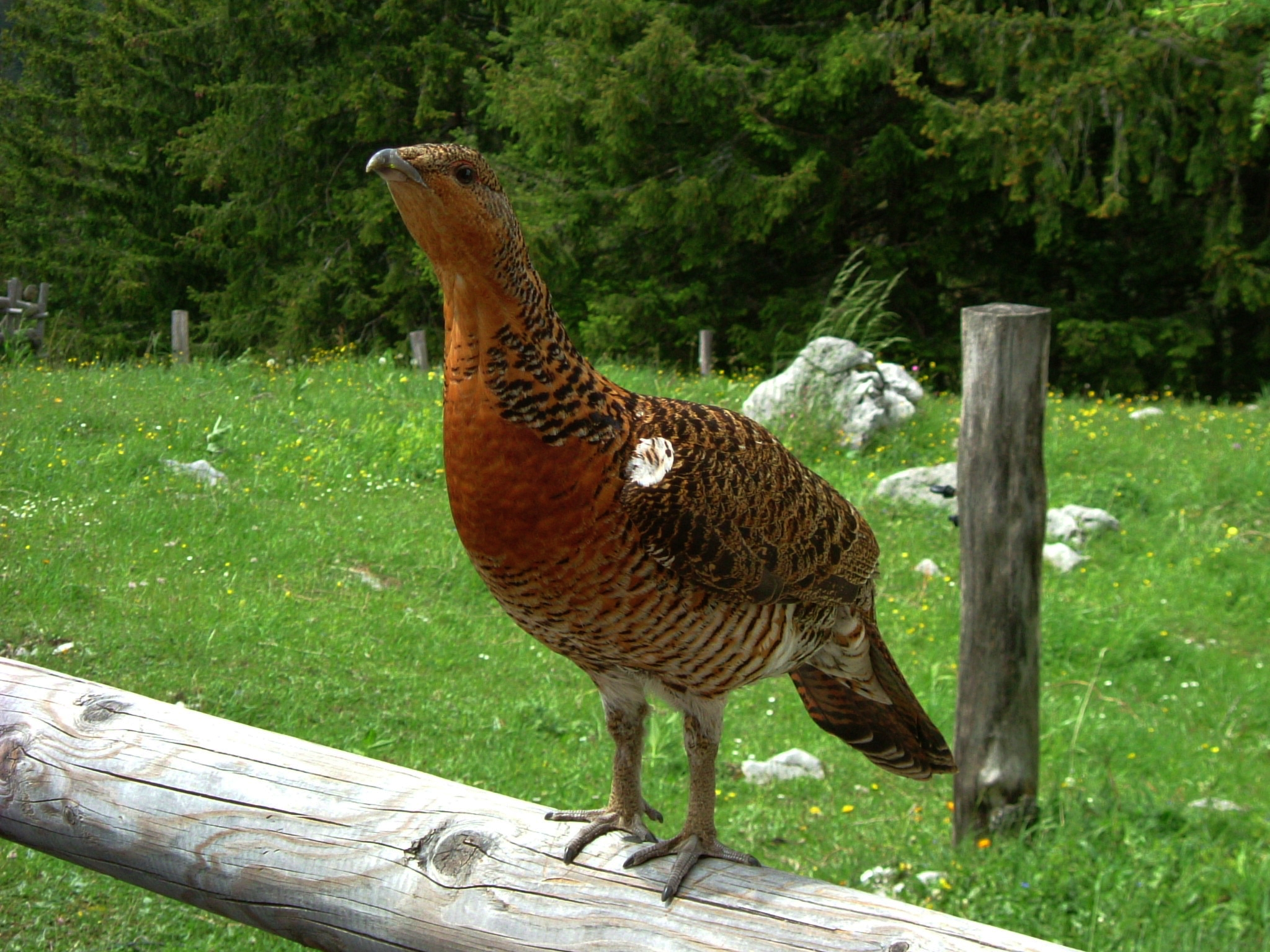
Grand Tétras.

## Histoire

### Peuplements antérieurs

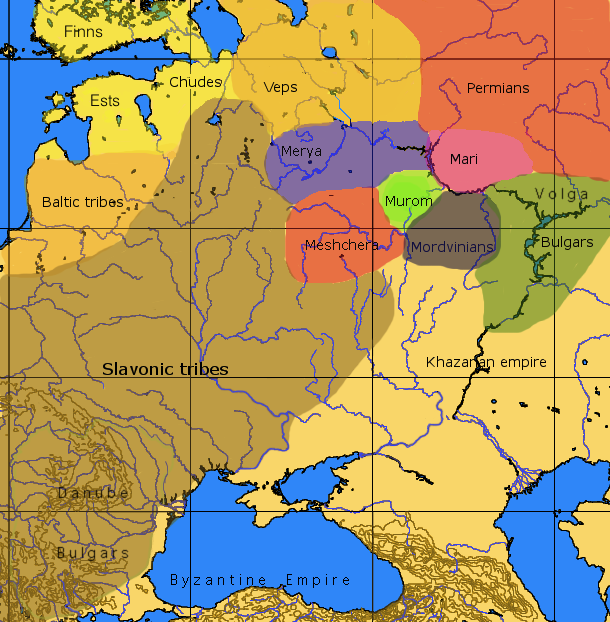
Carte ethnolinguistique au IXe siècle.

Le village de Parfenievo se trouve en Trans-Volga, région habitée depuis au moins l'antiquité par des tribus finno-ougriennes. Ces peuples se sont installés le long des rives des rivières et lacs de la région. Ces tribus étaient surtout les Finnois de la Volga, groupe regroupant les Maris, les Mordves, et à cette époque les Mériens, les Mouromiens et les Mechtchériens. De cette époque ne reste aucun vestige écrit, mais les noms des Mériens, qui parlaient la langue méria, sont toujours présents dans la région de Parfenievo. L'on retrouve ainsi la Neïa et son affluent la Nelcha (« cha » ou ses variantes est un suffixe dimunitif commun en finno-ougrien, ex : Kidekcha), la rivière Monza, Nerekhta, etc,,.
Il est estimé que les noms (surtout des rivières, montagnes et autres éléments géographiques) venant des Mériens dans l'oblast de Kostroma atteignent des proportions de 90 à 100 % selon les zones de l'oblast. Les noms des villages sont eux plus russes dans la région, même s'il y a des exceptions, principalement pour les localités tirant le nom d'une rivière (dont Kostroma et Neïa).
Au IXe siècle, la région de l'actuel Parfenievo commence à être peuplée par des Slaves, lors de la colonisation slave du nord-est de la Russie. Les Slaves des environs de Parfenievo viendraient de la région de Novgorod, avec leurs visages oblongs et leur grand nez aquilin. Cette origine de Novgorod est confirmée par l’utilisation dans la zone de dialectes septentrionaux. Ainsi au lieu de « petchtka » (« poêle »), il est dit « petska », au lieu de « botchka » (« tonneau »), l'on dit « botska », etc.
Moins d'un siècle avant la création de Parfenievo, la puissante Horde d'or s'est désintégrée lors de la grande halte sur la rivière Ougra, libérant la Russie du joug tatar. Cette Horde d'or a donné trois khanats, le khanat de Crimée et la Horde Nogaï au sud, et le khanat de Kazan à l'est.

### Fondation

#### Raison de la fondation
Dans la première moitié du XIIIe siècle, la principauté de Galitch-Merski (aussi appelée principauté de Galitch-Dmitrov) devient indépendante de la principauté de Vladimir-Souzdal, grâce au legs de Sviatoslav III à ses neveux. Elle devient ainsi l'une des nombreuses principautés slaves de Russie. Mais au XVe siècle, une guerre éclate entre la grande-principauté de Moscou et la principauté de Galitch. La grande-principauté est dirigée par Basile le Ténébreux tandis que la principauté de Galitch est dirigée par son oncle Dimitri Chémiaka. La guerre fait partie de la guerre de Succession moscovite, qui dure de 1425 à 1453, et qui voit la victoire de Basile le Ténébreux face à son oncle. La principauté de Galitch est ainsi absorbée par la grande-principauté, et les volosts de Galitch et Kostroma sont fondés.

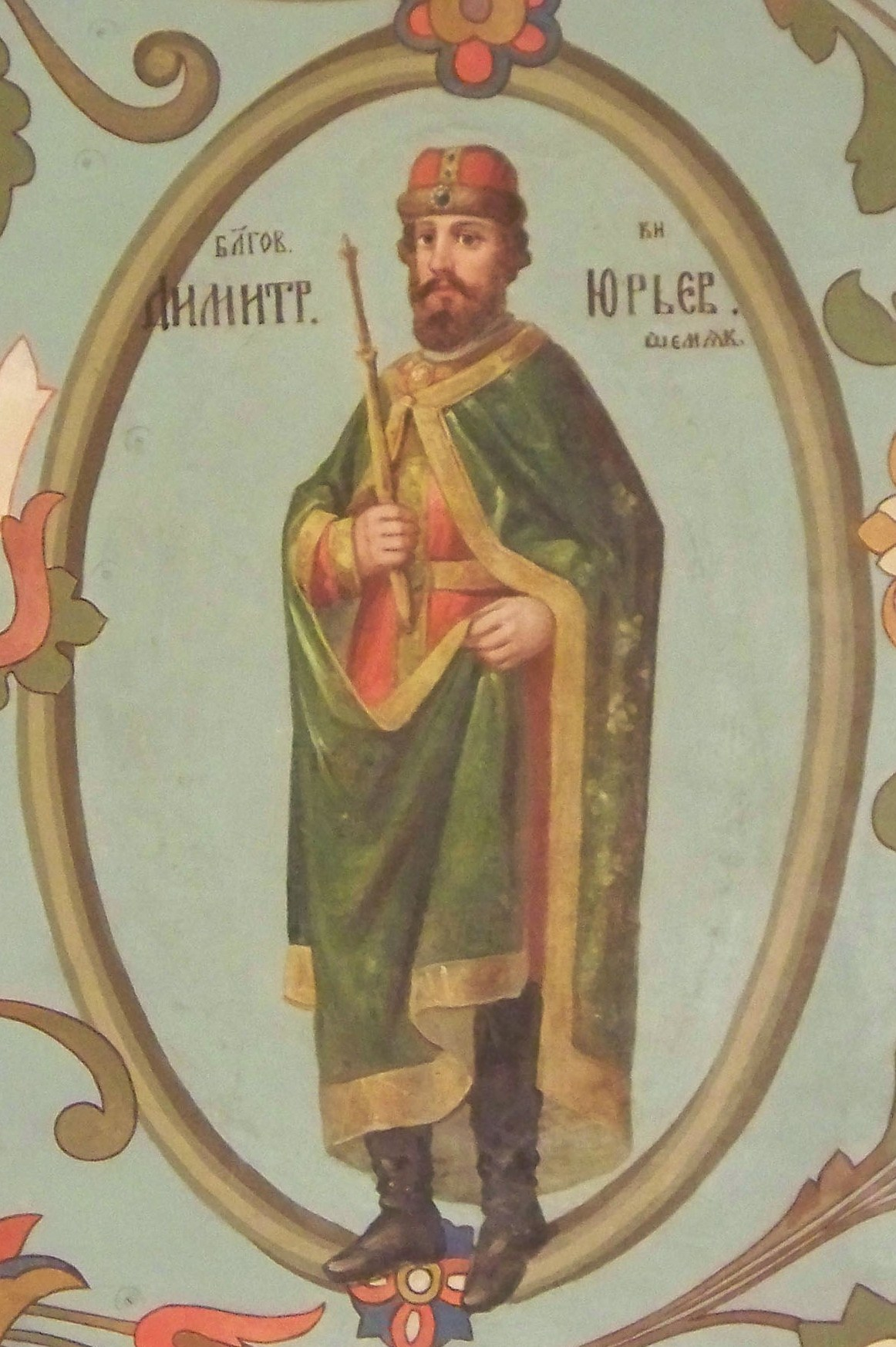
Le prince Dimitri Iourévitch Chémiaka. Peinture de Foma Gavrilovitch Toropov, 1883, exposée au Musée historique d'État.

Ces deux nouveaux volosts agissent comme frontières de la grande-principauté. La frontière, au-delà de laquelle se trouve le territoire du khanat de Kazan, passait par la rivière Vetlouga, la rivière Meja et la rivière Ousta. Mais cette rivière n'empêche pas les incursions des Tatars et de leurs alliés les Maris dans les volosts de Galitch et de Kostroma. Régulièrement après son annexion, des raids sont menés, lors desquels les populations sont capturées et emmenées en captivité. Dans la Chronique de Galitch, des raids sont mentionnés en 1521, 1522, 1525, 1535 et ce jusqu'à la conquête du khanat de Kazan.
Le gouvernement moscovite décide alors de créer une ligne défensive le long de la frontière. Pour ce faire, les deux volosts ont été divisés en régions militaro-administratives, des ossady, soit littéralement des « sièges ». Au centre de chacun des ossady se trouvait un village abrité par des murs, où les habitants pouvaient venir se réfugier lors des raids ennemis. Ainsi, des ossady ont été créés à Galitch, Tchoukholma, Soligalitch, Soudaï, Kologriv, Ounja, Kadié, etc., et ainsi à Parfenievo, créant alors officiellement le village. D'autres forteresses ont été construites à Lioubim et Soudaï par exemple.

#### Premières mentions
La première mention de Parfenievo se trouve dans l'un des actes de la « Chronique de Galitch », une chronique médiévale russe. Cette chronique, dont l’original est conservé au département des manuscrits et livres rares de la Bibliothèque nationale russe, a été découverte en 1972 par l'historien D. F. Beloroukov (historien de l'oblast de Kostroma) dans un monastère de la région. Datant des XVIe siècle et XVIIe siècle, elle relate des faits de Galitch et sa région. Il est possible qu'elle fasse partie de la Chronique de Tychinkine, du nom de l'historien du XIXe siècle qui avait travaillé dessus, avant que les documents sur lesquels il a travaillé soient perdus. En 2008, une copie de la chronique de Galitch a été donnée au musée des traditions locales de Galitch.
La première mention a lieu en 1521 dans cette chronique, :

« Au cours de l'été 7029, le 26e jour, les Tatars de Kazan avec des Tchérémisses sont venus dans les volosts d'Ouja et chez les habitants de Parfeniev et ont fait beaucoup de mal […] »

Une seconde mention a lieu dans la même chronique pour 1522 :

« Au cours de l'été 7031 septembre, le 15e jour, les Tatars et les Tchérémisses sont venus dans les volosts de Galetski et en ont capturé un grand nombre et les gens ont été exilés et l'avant-poste du grand-duc à Parfentiev a été dispersée, et le voïvode était Sekkocha et d'autres étaient pleins de méfaits. »

Cette phrase, répartie entre la fin de la seconde feuille de la chronique et le début de la troisième feuille, traite d'un raid conjoint des Tatars et Tchérémisses (plus communément appelés les Maris) sur la région, dans les volosts entourant Galitch. À Parfenievo, le grand-duc (présumément seigneur de Galitch) avec ses troupes ont été dispersés par les forces du raid. Le voïvode, nommé Sekkocha, et d'autres personnalités [ayant du pouvoir] furent désespérées par l'échec face aux Tatars et Tchérémisses. La date de 1521 est depuis considérée comme la date de fondation du village,,.

#### Création et fonctionnement de la forteresse
La forteresse fut construire entre 1520 et 1522, sous le règne de Vassili III. L'emplacement fut choisi sur une colline sur les rives de la rivière Neïa car les Tatars avaient pour habitude de débarquer à cet endroit pour continuer à cheval, après avoir remonté la Volga, l'Ounja puis la Neïa. Des douves furent creusées pour transformer la colline en une île. Le greffier de l'ordre de décharge détermina les endroits précis pour la construction des tours et des murs de la forteresse. Les militaires ordonnèrent aux anciens des villages des environs d'envoyer des personnes pour aider à la construction, ainsi que de prêter des charrettes. La colline fut déboisée.

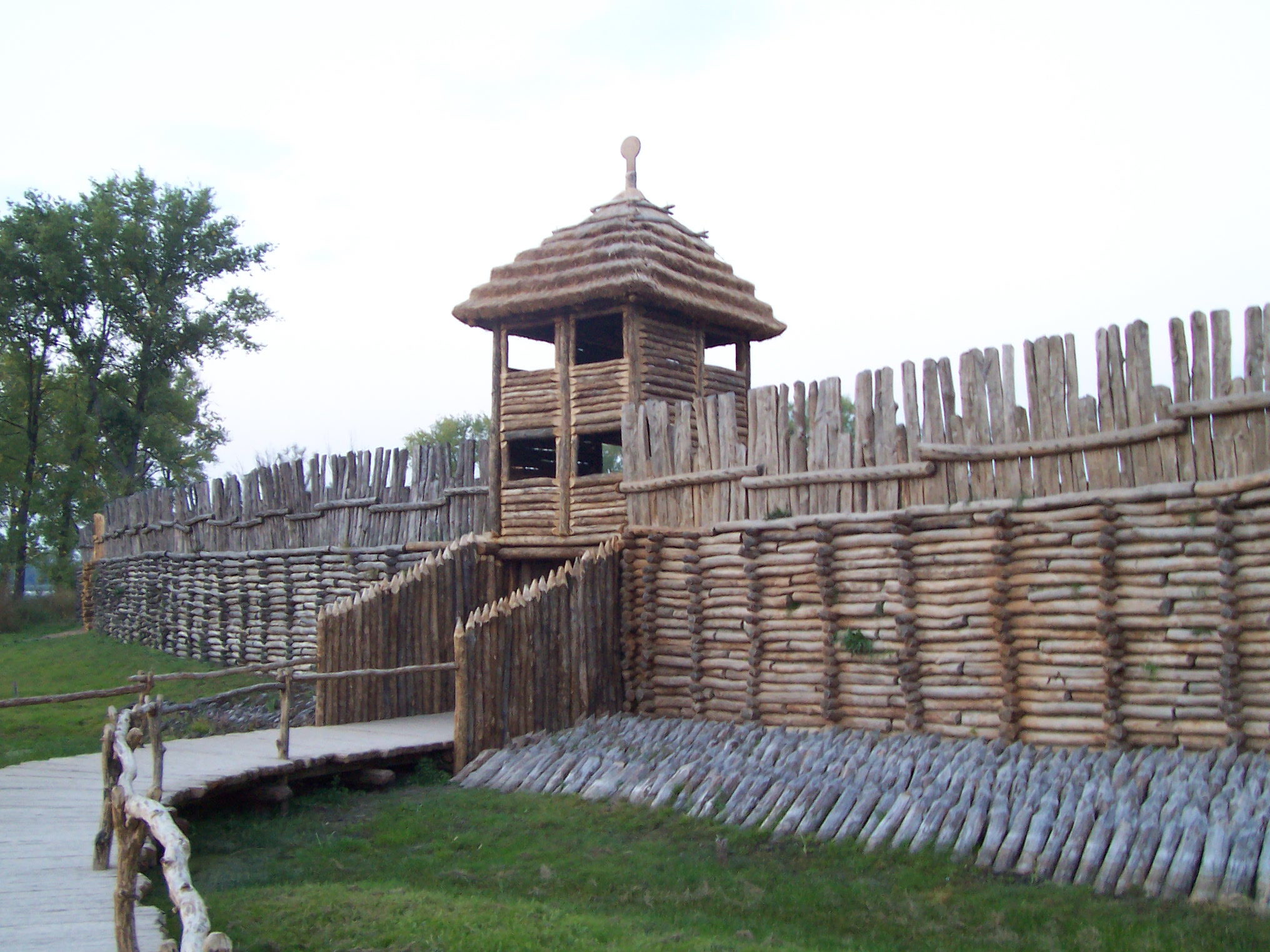
Forteresse de Biskupin. L'allure de la forteresse de Parfenievo était similaire à celle-ci.

La forteresse était une gorodnia, c'est-à-dire une fortification en rondins de bois avec de la terre ou de la pierre entre les rondins, avec au centre un espace assez grand pour un petit village. Il y avait sept tours sur le périmètre de la gorodnia de Parfenievo, dont cinq qui étaient à des angles, et deux sur des parties droites. Les tours avaient deux étages, surpassant la hauteur des murs, et permettant ainsi de voir les ennemis arriver. Il y avait parmi les tours une tour de passage (cette tour se situe à l'emplacement de l'église actuelle du village) avec une porte pour entrer dans la forteresse et un pont-levis. Un chemin de ronde reliait les tours entre-elles. Sur ce chemin de ronde avaient été placés des canons,.
Au sein de la forteresse, il y avait une cabane de commandement, où vivait et travaillait le greffier, poste par la suite renommé gouverneur de la ville, qui était nommé par Moscou. Il était celui qui réglait les différends entre les habitants, et qui faisait justice. Il possédait des messagers pour appeler les habitants. Le greffier était aux ordres du voïvode, et était aidé par un commis ainsi que par une secrétaire. Dans le coin nord-est de la forteresse (désormais l'emplacement de l'entrepôt de bois de l'église), il y avait une prison, clôturée, où étaient détenus les voleurs. Juste à côté se trouvait une autre prison, pour les militaires tombés en disgrâce ainsi que ceux exilés depuis Moscou,.
Les détails de la forteresse proviennent du plan du commis du village de 1741, conservé au musée des traditions locales du village. Aujourd'hui, il ne reste presque plus rien, mis à part un petit lac près de la colline, vestige de l'ancienne douve. Le premier greffier de la forteresse fut A.I. Plemiannikov,.
L'on sait qu'en 1582, pendant la troisième guerre des Maris, les Tchérémisses ont fait un raid sur le village, sans plus de détails.
Le terrain où ont été fondés le village et sa forteresse appartenait au village de Kotchevo, et les terres étaient détenues par un boyard nommé Bouchine. Le gouvernement moscovite acheta ainsi les terres au boyard pour construire la forteresse. D'après une plainte de 1616, il y avait des paysans sur les terres où a été construite la forteresse, prouvant un peuplement avant la première mention en 1522. D'ailleurs dans cette même plainte, il est dit que le gouvernement acheta les terres pour construire la forteresse, exonéra les habitants d'impôts et leur accorda des avantages.
Lors de la fondation, et dans les décennies suivantes, des églises en bois, d'une durée de vie entre 80 et 100 ans, ont été construites sur les hauteurs, dominant le village. La première fut l'église de la Déposition de la robe, en bois, avec un clocher et un tocsin. Ce tocsin était redouté, il ne sonnait que si l'ennemi approchait. Cette église a brûlé peu après la fondation.
Le village possédait aussi au début du XVIe siècle une autre église, l'église Saint-Nicolas, avec un cimetière. Quatre blocs rocheux qui ont servi pour les fondations de l'église ont d'ailleurs survécu, et sont visibles. Mais au milieu du XVIe siècle, un incendie a brûlé l'église. Cette église était le centre paroissial. Après l'incendie, une nouvelle église a été construite, dédiée à la Résurrection du Christ, qui possédait une chapelle dédiée à Saint-Nicolas.

### Développement (XVIIesiècleetXVIIIesiècle)

#### Centre économique
Dans la plainte-requête déposée en 1616 auprès de Michel Ier, toujours conservée dans les archives des actes anciens, la localité est mentionnée. Ce document mentionne que les habitants de Parfenievo se plaignent d'un certain Léonty Maksimov, qui s'est emparé de leurs terres et ne leur permet pas d’y construire quoi que ce soit. La plainte indique que le village a été fondé sur les terres du village de Kotchevo, et qu'il a été construit pour se protéger du khanat de Kazan.
En 1610, selon les « Matériaux pour le dictionnaire historique et géographique du gouvernement de Kostroma » de 1909, le volost fut donné par Sigismond III à Ivan Fiodorovitch Zoubat, un « traître », ancien gouverneur du monastère Ipatiev. En 1620, toujours selon le livre, le volost de Parfenievo se composait de Parfenievo, du village de Pavlovo et de celui de Drichtchevo.
Selon le recensement des paroisses de 1616, l'ossady de Parfenievo se composait de trois volosts : de Parfenievo, de Kalikino et de Neïa. Dans le volost de Kalikino, il y avait 81 villages peuplés de 298 ménages paysans. Dans le volost de Neï, dont le centre était Ouspenié, il y avait 18 villages peuplés de 91 ménages paysans. Enfin dans le volost de Parfenievo, il y avait 93 villages et 297 ménages paysans. Au total, 3 500 personnes vivaient dans l'ossady. Parfenievo connut à cette époque son apogée, dépassant en population des localités comme Kologriv, Soudaï et Kady,.
La ville était construite comme toutes les villes russes : les rues droites convergeaient vers la place commerciale, la forteresse jouxtant la localité . Dans la partie supérieure de la ville (aujourd'hui rues de la Culture et de l'Industrie), il y avait les maisons des commerçants et artisans. En 1616, le village comptait 25 maisons, 14 magasins, une cabane de douane pour les droits de péage ainsi qu'une cabane pour les réunions.

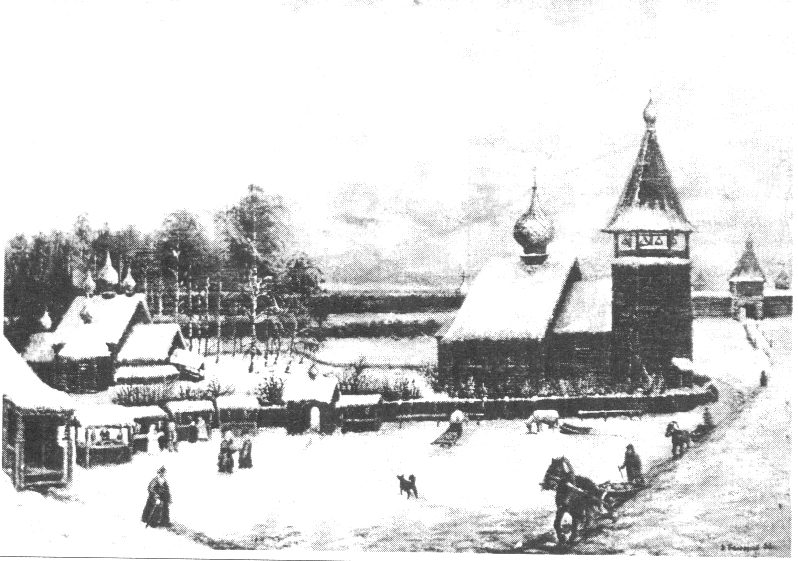
Dessin de la place possadskaïa sur la rue Bolchaïa Possadksaïa au XVIIe siècle.

Au début du XVIIe siècle, le village perd de son importance militaire car, grâce aux campagnes de Kazan, la frontière du désormais tsarat de Russie est bien plus loin. La forteresse est détruite, et les militaires se lancent dans l'artisanat. Mais la ville se développe tout de même : chaque vendredi, Parfenievo accueillait une foire (un marché), ce qu'elle avait le droit de faire grâce à son statut de ville. Elle profite de l'apparition de nouvelles routes commerciales : vers Viatka, celle de Kazan à Galitch, vers l'Ingrie, vers Vologda et Arkhangelsk, toutes passant par Parfenievo. Dans les étals du marché, on trouvait de nombreux produits : chaussures, poissons, fruits secs, ustensiles, icônes, faïence, etc. La rue Bolchaïa Possadskaïa fut construite, et était le lieu de la foire. Mais il y avait tellement de marchands qu'ils s'installaient aussi dans les rues adjacentes. Il y avait six tavernes dans la ville, où vendre des boissons alcoolisées était autorisé. La première apparut en 1617 avec la permission de Michel Ier. Elles appartenaient toutes à l'État russe, et étaient très profitables pour le village.
Depuis sa création, la ville possédait un greffier, titre devenant par la suite un gouverneur (vers le début du XVIIe siècle). Le premier fut A.I. Plemiannikov, un noble de Galitch. Les gouverneurs de Parfenievo étaient souvent des militaires à la retraite. Plusieurs noms ont été gardés des différents gouverneurs. Ainsi entre 1617 et 1618, S.D. Apoukhtine, était le gouverneur,, en 1686 il y avait D.N. Zogsokine. Entre 1690 et 1691, il y avait un certain Perfiliev, entre 1691 et 1697 un Tchernogoubovn en 1698 un Katenine. Le gouverneur en 1702 était Timiriazev, et en 1709 c'était Belolioubski. Les gouverneurs vivaient d'abord dans la forteresse, puis dans le village, tout près de l'entrée principale. Ils avaient une grande maison, avec une écurie et des calèches. Dans la cour se trouvaient un lieu d'entreposage du bois, des bains publics et une cuisine. Le gouverneur possédait une équipe militaire de 25 personnes, dirigée par un officier, et possédait aussi un bourreau.

#### Édifices religieux
Au début du XVIIe siècle, un monastère a été ouvert dans le village, sous le règne de Michel Ier. Son nom complet était « Rojdestevenski, dans les gouffres du bois noir,, sur la rivière Neïa». Il est mentionné dans les livres de recensement de 1616 et 1628. D'après une hypothèse, il aurait été fondé par un moine nommé Parfeny, donnant le nom au village, mais le nom de ce moine n'a été retrouvé nulle part. Le monastère était pauvre, ne possédait pas de terres arables, seulement une petite parcelle qui ne donnait presque rien. Les frères monastiques subsistaient aux dépens de l'aumône et des enterrements des habitants. Alexis Ier fit des contributions au monastère, et apparemment, un trône fut construit dans l'église du monastère en son honneur.

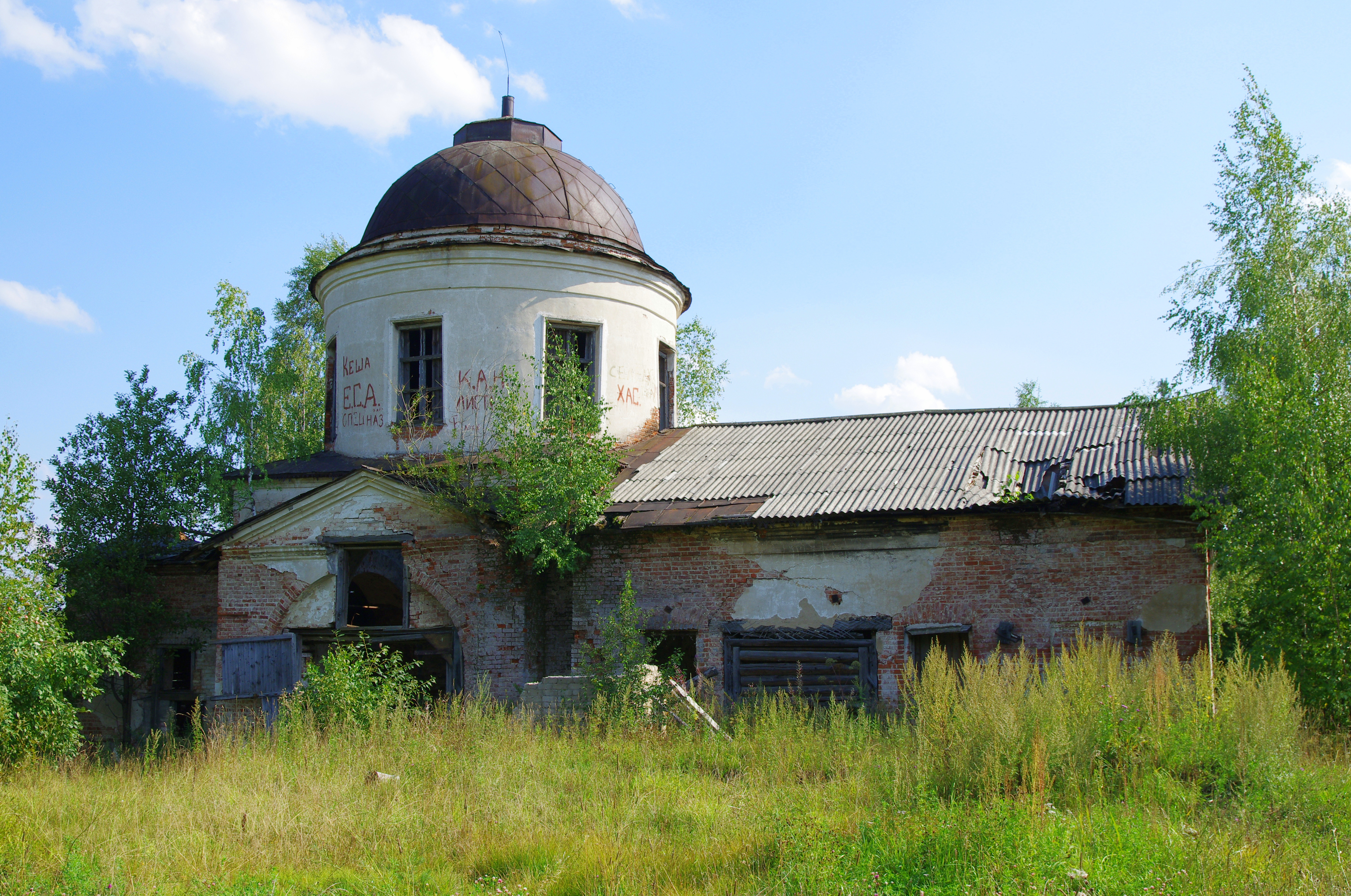
Église de la Nativité abandonnée (cet édifice date de 1848, sur le site du premier édifice).

La nouvelle église construite à la suite de l'incendie de l'église Saint-Nicolas a également brûlé, et il fut alors décidé d'en construire une nouvelle. Ce fut l'église de la Déposition de la robe (le même nom que la première). En 1618, l'église de la Déposition de la robe et l'église de la Résurrection du Christ sont mentionnées. La première église fut à nouveau mentionnée en 1653. En 1653, cent vingt maisons du village et des villages voisins étaient affectées à cette église. L'église est devenue une cathédrale, c'est-à-dire, au sens des orthodoxes, la principale du village. Outre les offices, l'église servait à des fonctions commerciales, avec des instruments de mesure. La place de l'édifice était la place marchande. Plus tard, une chapelle dédiée à Saint-Macaire de l'Ounja fut construite. L'édifice provoquait des discordes avec les citadins, car elle avait des terres autour de l'édifice[style à revoir].
Le monastère était soutenu par le clergé, les citadins, les propriétaires, car c'était un centre de la vie spirituelle de toute la région. En 1717, grâce à eux ils construisirent une nouvelle église, l'église de la Nativité, dans le monastère, sur le site de l'originale qui était délabrée. Mais faute de fonds, l'ouverture fut retardée, et elle ne fut achevée qu'en 1720, et sacralisée la même année. Trois icônes furent installées : une Nativité du Christ, une Joie à tous ceux qui pleurent et l'icône de la Vierge à la fleur qui ne fane pas. Le sort des icônes est inconnu, mais l'église existe toujours. Le monastère fut fermé en 1725 après la mort du dernier higoumène, nommé Saphronius. Le monastère fut placé sous la protection de l'église de la Déposition de la robe. Derrière l'église de la Nativité se trouvaient les maisons du clergé, où vivaient les prêtres.
En 1731, le prêtre de l'église de la Déposition de la robe, Boris Semenov, a poursuivi en justice les habitants pour s'être emparé de terres de l'église, car ces terres étaient très fertiles. Le bureau provincial de Galitch confirma l'appartenance des terres à l'église.

#### Conséquences des réformes de PierreIer
Le 18 décembre 1708 (29 décembre dans le calendrier grégorien), le tsar Pierre Ier le Grand publie un oukase divisant le territoire russe en huit gouvernements, c'est la réforme provinciale de Pierre Ier. Selon le décret, chaque ville est rattachée au Commandement le plus proche. Ainsi, Parfenievo est rattachée au gouvernement d'Arkhangelogorod,. Cette réforme vise à renforcer la verticale du pouvoir, accroître l’efficacité de la fiscalité et moderniser le pouvoir, en suivant ce que fait la Suède.
Cette réforme, qui a lieu pendant la grande guerre du Nord, cause une augmentation importante des impôts dans la ville. À la fin de la guerre, les nombreuses troupes russes libérées ne pouvaient pas être démobilisées à cause de la situation politique mouvementée. Pierre Ier ordonna de les stationner dans tout le pays, en obligeant la population locale à entretenir ces troupes. Le 64e régiment d'infanterie de Kazan fut stationné dans le village, et un quartier général spécial construit sur une colline près du village. Dans ce quartier général, il y avait des entrepôts et des casernes. Les familles des soldats furent placés dans les maisons, y compris celles des habitants du village et de ceux alentours. Parfenievo devait entretenir tout ce régiment,.
En 1719, Parfenievo devient le chef-lieu du volost du même nom. Un nouvel hôtel de ville, mais aussi un tribunal de volost, une administration et des galeries commerciales sont construites dans la localité.

### De la fin duXVIIIesiècleau début duXXesiècle

#### Un nouveau statut
Avec la réforme régionale de Catherine II, la ville est rétrogradée en 1778 au rang de possad, et est rattachée à l'ouïezd de Galitch dans le gouvernement nouvellement créé (en 1796) de Kostroma. Parfenievo n'avait plus le statut de chef-lieu de volost, étant désormais rattaché au volost de Kologriv,. L'industrie et l'artisanat ont arrêté de se développer, mais une garnison de trois douzaines de militaires était restée stationnée dans la localité.
Il faut dire que même si elle n'était plus une ville, elle était souvent appelée dans les documents officiels l'« ancienne ville ».
Dans la première moitié du XIXe siècle, Parfenievo s'est dotée d'un hôtel de ville, avec un bourgmestre à sa tête. En 1853, ce bourgmestre était V. Tolstopyatov. La mairie possédait une douma municipale qui gouvernait la ville, avec un président (Iakov Timofeïev en 1853). Il y avait un secrétaire de la mairie, et un secrétaire de la douma, ainsi qu'un huissier militaire. Parfenievo disposait d'un bureau de poste, avec un maître de poste. Le courrier arrivait chaque mercredi, et partait chaque dimanche.
Mais même si elle n'avait plus le statut de ville, elle continua à garder son caractère commerçant. Elle profitait alors surtout de la route commerciale vers Viatka et la Sibérie (route de Sibérie), qui passait par le village. En été, la Neïa libre de glace servait de voie navigable, et était beaucoup utilisé pour transporter le sel en provenance de Totma. Il y avait de nombreux magasins dans la possad et des foires ont continué à être organisées. La rue Bolchaïa Possadksaïa, la rue principale, était la rue où se concentraient les marchands. Il y avait habituellement environ 5 000 personnes lors de chaque foire. Les peaux de moutons, le cuir, les traîneaux, les poteries et les charrettes étaient parmi les marchandises les plus échangées.
En 1865, il y avait 215 maisons en bois, 15 magasins, trois auberges et deux tavernes dans le village. La plupart des bâtiments de cette époque ont survécu jusqu'au XXIe siècle, en particulier les magasins et les maisons des marchands. Le village a prospéré à cette époque grâce aux champignons. C'est ainsi que Le Moscovite a écrit dans les années 1850 que « Parfeniev est le centre de l'industrie du champignon. Les meilleurs champignons proviennent de la localité de Parfentiev ». Les marchands jouaient un rôle essentiel dans la vie de la localité, certains occupant des positions politiques tandis que d'autres organisaient des évènements culturels. Par exemple, le marchand de bois Orlov était le chef de la chorale de l'église de la Nativité, mettait un sapin de Noël avec des cadeaux pour toute l'école et organisait des concerts.
La population à cette époque était assez faible. Même si selon un décret de 1764, il y avait plus de 30 000 habitants dans le volost de Parfenievo, ce nombre est certainement fortement exagéré, et donc bien inexact. L'on sait qu'en 1862, Parfenievo uniquement était peuplé d'environ 950 habitants, dont 671 bourgeois, selon un livre de 1862 du gouvernement de Kostroma. Il y avait dans toute la population 194 marchands, 49 membres du clergé, ainsi que 11 nobles. En 1861, 26 personnes sont nées à Parfenievo, toutes légitimes selon l'ouvrage, et 22 personnes sont mortes. Il y avait dans le village 17 menuisiers, 7 boulangers, des tailleurs, des forgerons, des charretiers, des barbiers, etc.

#### Modernisation

##### Nouveaux édifices

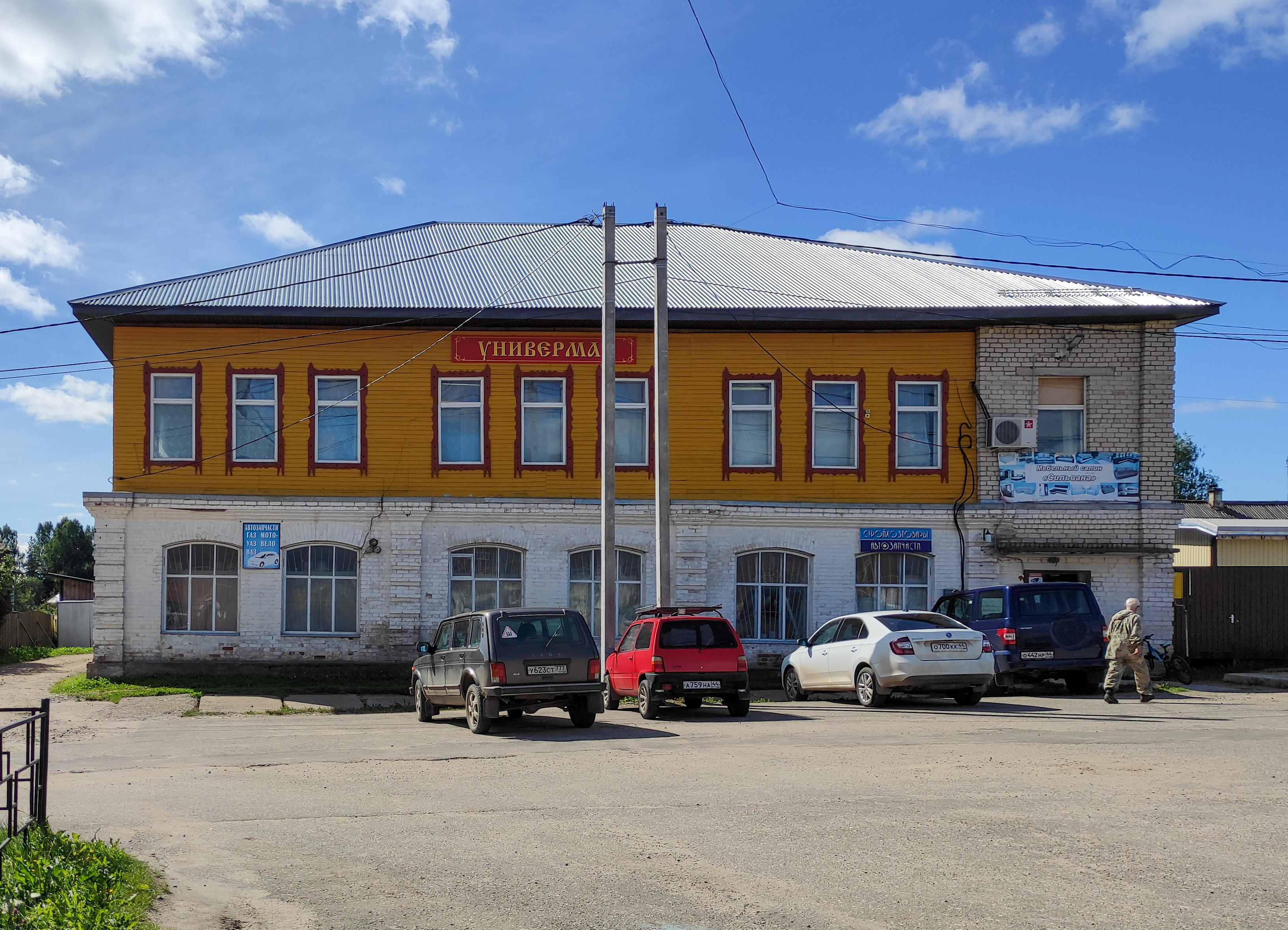
Immeuble du XIXe siècle à Parfenievo.

L'époque de la fin du XVIIIe siècle et du XIXe siècle est caractérisée à Parfenievo par le développement des constructions en pierres. Un des premiers édifices en pierre est l'église (ou cathédrale) de la Résurrection du Christ, construite en 1790 dans le style classique russe. Elle fut construite à l'emplacement de l'ancienne forteresse. Lorsque le 14 octobre 1824 (26 octobre dans le calendrier grégorien), Alexandre Ier visita le village, une plaque commémorative fut apposée dans l'église.
En 1842 ou 1848 selon les sources, l'église de la Nativité fut construite à la place de l'ancien édifice du siècle précédent, avec un style architectural néoclassique russe. Le nouvel édifice sobre, fait ainsi pour montrer la pauvreté et l'aliénation du monastère qui existait autrefois sur le site. En 1848, sur le site de l'église en bois de la Déposition de la robe, un nouvel édifice en pierre fut construit. Les deux bâtiments étaient bien différents, le second étant bien plus grand et décoré.
Au XIXe siècle, la douma municipale possédait une usine de briques, qui produisaient environ 60 000 briques chaque année. Le revenu de cette usine allait directement dans le budget municipal.
Au XIXe siècle, il existait des traditions locales à Parfenievo, dont la lamentation pour ceux appelés au service militaire. Le conscrit était amené jusqu'à la gare à cheval, le jeune chantait, et la mère se lamentait.

##### Services publics
Pendant le XIXe siècle, la vie de la localité fut marquée par le développement des services publics, en particulier l'éducation et la médecine. Lorsque le zemstvo (assemblée dirigeante) de Kologriv fut formé, l'assemblée se pencha sur ses questions. Mais même avant la formation du zemtsvo en 1864, le village possédait des services, en particulier une école paroissiale ouverte en 1835. Même si le zemtsvo « était le plus maladroit, le plus conservateur, et que ses dirigeants étaient les plus intransigeantes et avares », il sut faire avancer la région, même si les innovations arrivaient plus tard.

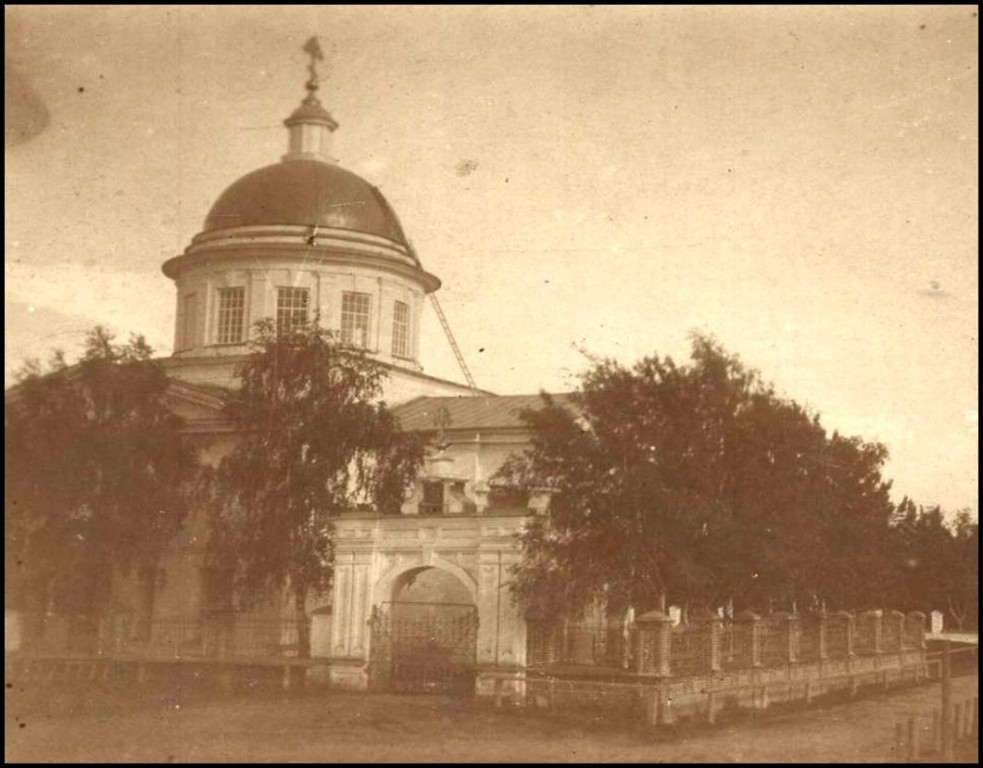
Cathédrale de la Déposition de la robe au début du XXe siècle.

 En 1866, le coût des médicaments était en forte hausse. Il fut ainsi décidé de construire un hôpital à Parfenievo. Chaque habitant devait contribuer annuellement à hauteur de cinq kopecks. En contre-partie, les habitants pourraient profiter d'un hôpital gratuit lors de son ouverture. Avec l'argent collecté, une maison en bois fut achetée, puis échangée contre un terrain pour la construction de l'édifice. La construction a commencé en 1877, et s'est terminée l'année suivante. Les travaux furent réalisés pour que le bâtiment puisse durer : avec des fondations en bois et des rondins particulièrement solides. Chaque fissure était colmatée avec de l'étoupe et de la mousse. Les instruments de l'hôpital étaient neufs, tous venant des meilleurs artisans de Moscou, et les premiers médecins eurent leurs exigences entièrement satisfaites par l'administration du zemtsvo.
Mais les médecins changeaient souvent (entre 1878 et 1879), car ils ne s'estimaient pas assez bien payés. La question de la délivrance gratuite des médicaments devait être revue par le zemtsvo. Certains voulaient changer et le rendre payant dans la localité, tandis que d'autres ne voulaient pas toucher à cela, estimant que l'hôpital était un refuge. En 1879, un médecin arriva, du nom d'A.T. Vinogradov, qui exerça jusqu'à sa mort pendant la période soviétique. Partisan de la gratuité, il permit que l'hôpital le reste. Par ailleurs pendant la période soviétique, il donnait des conférences dans la maison du peuple du village et faisait en sorte d'augmenter le salaire de son personnel,.
Concernant l'éducation, les progrès ont été moins importants. Dans les années 1870 et 1880, il y avait dix-sept écoles primaires dans le volost de Kologriv, dont une dans la localité. Petit à petit cependant, il y avait de plus en plus d'écoliers, et un internat vit le jour afin de pouvoir scolariser les enfants vivant loin. Mais l'internat n'était pas propre ni ordonné. Constatant que l'éducation n'était pas très populaire, beaucoup d'enfants travaillant aux champs, le zemtsvo décida de créer un enseignement de coiffure et de couture pour les filles, et un cours d'artisanat pour les garçons. En 1891, la bibliothèque scolaire vit le jour, dans le bâtiment de l'administration de Parfenievo. Alors qu'au début, c'était une mesure temporaire, afin de doter les enfants et écoles de livres, la bibliothèque devient permanente du fait de son succès. Ainsi, une salle de lecture fut ouverte pour la localité dans la fin des années 1890.
En 1898, le zemtsvo décida d'ouvrir une crèche dans le village, avec le soutien du médecin Vinogradov, ce qui se fit en 1900. Dans cette décennie des années 1890, le zemtsvo fit construire des routes, posa des lignes télégraphiques, ainsi que d'autres innovations venues des villes. En 1901, un petit théâtre s'ouvrit dans le village.

#### De 1900 à la guerre civile russe
Le début du XXe siècle à Parfenievo est marqué par la continuation du siècle précédent, avec un développement des services. En 1907, l'hôpital devient un hôpital inter-volost, car l'on soignait à la fois des habitants du volost de Kologriv, mais aussi ceux des volots de Galitch et de Tchoukholma. Cela entraîna un second poste de médecin, ainsi que la création d'une maternité. En 1916, un nouveau projet d'hôpital est constitué et présenté au zemtsvo, car l'ancien ne répondait plus aux exigences modernes,.
Avec l'introduction dans l'Empire de l'éducation universelle, le nombre d'écoliers a augmenté. Ainsi, alors que Parfenievo n'avait qu'une école paroissiale, une école supérieure a été ouverte en 1908 dans la localité. Désormais, l'on enseignait aussi les langues étrangères dans l'école. Avec la réforme orthographique russe de 1918, le nom de Parfentiev devient Parfenievo.

### Période contemporaine

#### Ère soviétique
Pendant les années 1930, Parfenievo subit comme le reste de l'Union soviétique des politiques répressives. Ainsi, pendant la décennie, les églises sont fermées. Le clocher en brique de l'église de la Nativité est détruit, et ses matériaux sont utilisés pour combler les trous dans les routes du village. En 1937, une chapelle en bois juste à côté de la cathédrale de la Déposition-de-la-robe est détruite, bien que la cathédrale ait survécu. Cette cathédrale est, elle, transformée en cinéma. L'église de la Nativité est laissée à l'abandon, et l'est toujours. Concernant la collectivisation, une ferme collective nommée « Krasnaïa Poliana » est créée dans le village.
En 1928, le raïon de Parfenievo est créé, avec Parfenievo comme centre administratif. Ce raïon est intégré l'année suivante au nouvellement formé okroug de Kostroma, okroug de l'oblast industriel d'Ivanovo. L'année suivante, l'okroug est annexé directement au sein de l'oblast industriel d'Ivanovo. Le 13 août 1944, l'oblast de Kostroma est formé, et le raïon de Parfenievo y est intégré. En 1929, Parfenievo perd son statut de possad, et en 1937, Parfenievo acquiert le statut de village (selo) au lieu de celui de possad.
La Seconde Guerre mondiale (en Russie « Grande Guerre patriotique ») éclate en Union Soviétique le 22 juin 1941 avec le déclenchement de l'opération Barbarossa. Cette période fut, comme pour le reste du pays, difficile, bien que le village ne subissait ni les bombardements ni les combats. Pendant les quatre ans de guerre, 4 010 personnes furent mobilisées dans le raïon de Parfenievo, ce qui est conséquent pour une zone si peu peuplée. Sur la seule première année, 1 770 personnes l'ont été, et un tiers était décédé sur cette même année 1941. Sur ce nombre, 987 personnes sont portées disparues (présumées mortes, mais dont les corps n'ont pas été retrouvé), 277 personnes sont mortes, et 20 ont été capturées. En 2003, il y avait 320 vétérans vivant dans le village de Parfenievo.
À cette époque, l'on mangeait du pain et de la paille dans le village. Il y a avait aussi du trèfle et de l'avoine sur les tables. La quantité de pain était limitée à 200 grammes par jour et par personne. Tout objet pouvant servir au front était pris et envoyé. Dans l'église de la Nativité, des offices avaient lieu au début de la guerre en l'honneur des soldats partis au front. Mais les cloches de cette église furent retirées, et fondues pour en faire des balles. Des fêtes religieuses et soviétiques étaient célébrées dans le village pour garder le moral. Pour leurs prouesses, quatre villageois ont reçu le titre de Héros de l'Union soviétique : Nikolaï Ivanovitch Kononov, Boris Vladimirovitch Makhotine, Nikolai Ivanovitch Smirnov et Pavel Ivanovitch Derjavine.
Dans le raïon de Parfenievo, trois orphelinats furent ouverts pendant cette période, dont un dans le village même. L'orphelinat se situait dans les maisons no 25, 27, 30 et 37 de la rue Svoboda (aujourd'hui rue Lénine). Ces orphelinats furent ouverts pour les enfants de Leningrad, fuyant le siège. En 1945, il y avait 148 enfants à Parfenievo. Dix ans plus tard, l'orphelinat fut fermé, et les enfants renvoyés dans leur lieu de résidence avant guerre.
Après la guerre, le village a continué à se développer. Ainsi ont été ouverts une école d'art, une maison des sports et des archives régionales. Pendant cette époque, un monument aux morts de la Seconde Guerre mondiale a été érigé, ainsi qu'un monument à Lénine au centre du village. Entre 1949 et 1962, le journal La Voie de Lénine, organe de la branche locale du comité exécutif du raïon fut publié. À partir de 1962, et ce, jusqu'en 1994, le Comité publiait un nouveau journal, connu sous le nom de Bannière Rouge, aussi l'organe du comité exécutif,.

#### Depuis la dislocation de l'URSS
À partir de 1994, le Bannière Rouge a été remplacé par un journal nommé Parfenevski Vestniki, soit littéralement le « Messager de Parfeniev ». Au début des années 2000, le monument de Lénine a été détruit, même si cela a suscité la colère des anciens combattants qui se sont plaints auprès de l'administration du raïon. Aujourd'hui, le village n'a pas de grande entreprise industrielle, même si des industries existent. Mais le village grandit, avec de nouveaux habitants, de nouvelles maisons et de nouvelles rues, ces dernières portant les noms des habitants (dont vétérans) de Parfenievo.
Le 15 juillet 2011, la cathédrale de la Déposition-de-la-robe a été rouverte, première fois depuis l'époque soviétique. Ce jour-là, une liturgie dite par l'archevêque de Kostroma et Galitch Alexis a eu lieu. À la fin de l'office, trois processions se sont déplacées simultanément dans les rues du village, jusqu'à la cathédrale, en chantant. Après les processions, une icône de la Mère de Dieu a été installée dans la cathédrale et a été sacralisée.
Le 17 septembre 2011, un festival folklorique interrégional dédié au 180e anniversaire de la naissance de Sergueï Maksimov a eu lieu dans le village. En plus de réunir des artistes de l'oblast de Kostroma, il en a aussi réuni des oblasts voisins de Iaroslavl, d'Arkhangelsk et de Moscou.
En août 2021 a eu lieu le 500e anniversaire de Parfenievo. Pour l'occasion, deux jours de festivités ont eu lieu dans le village les 21 et 22 août, avec ventes de produits locaux, défilé auquel les habitants sont invités à se déguiser pour y participer, ainsi que la projection d'un film tourné par des étudiants de l'Université d'État de Kostroma sur le village. Même avant les festivités, le village s'est préparé, en reconstruisant la place centrale et la rue principale(rue Lénine), en réparant les trottoirs et en asphaltant de nouvelles rues. Le gouverneur de l'oblast de Kostroma ainsi que le chef de l'administration du raïon de Parfenievo ont tous les deux félicité le village pour cet anniversaire,. Pour l'anniversaire, une exposition a eu lieu dans la bibliothèque, avec de nombreux dessins d'enfants du village qui représentent Parfenievo.
En 2021, Parfenievo a été connecté au réseau de gaz, grâce à un gazoduc depuis Neïa.
Quelques dates de l'histoire de Parfenievo.
■■ Quelques événements de l'histoire de la Russie et de la région ■■  Statut du territoire  ■ Évènements et constructions à Parfenievo

## Population et société

### Démographie
L'évolution du nombre d'habitants est connue à travers les recensements et estimations de la population effectués dans la localité depuis 1862. Le premier recensement ayant intervenu dans la localité est celui de l'Empire russe en 1897. Au total, Parfenievo a connu 7 recensements entre 1897 et le dernier en 2010, ainsi que 5 estimations de population. Deux estimations ont eu lieues en 1862 et 1870, et trois menés par le gouvernement de l'oblast de Kostroma en 2008, 2014 et 2021
Alors qu'à la seconde moitié du XIXe siècle, la population était inférieure à 1 000 habitants, cette barre est dépassée en 1897 avec 1 267 habitants. La barre des 2 000 habitants est elle dépassée en 1959 avec 2 339 personnes vivant dans le village. En 1989, il y avait 3 032 habitants, mais la population a légèrement chuté avec la dislocation de l'URSS. Aux dernières estimations, il y avait 2 963 habitants dans le village en 2014, et 2 697 habitants en 2021.
Recensements (*) et estimations de la population,,,,,,,:
| 1862 | 1872 | 1897* | 1959* | 1970* | 1979* |
| ---- | ---- | ----- | ----- | ----- | ----- |
| 950  | 872  | 1 267 | 2 339 | 2 414 | 2 682 |

| 1989* | 2002* | 2008  | 2010* | 2014  | 2021  |
| ----- | ----- | ----- | ----- | ----- | ----- |
| 3 032 | 2 936 | 3 050 | 2 867 | 2 963 | 2 697 |

D'après le recensement de 2002, sur les 2 936 habitants d'alors, il y avait 94 % de Russes.

### Enseignement
Jusqu'en 1978, l'école se situait au centre du village, mais cette année-là, un nouveau bâtiment scolaire a été ouvert à la périphérie. L'école est une école secondaire, qui permet de scolariser les enfants du village ainsi que des villages environnants. L'école propose des formations professionnelles, et peut accueillir au total 536 élèves en capacité théorique, bien que l'effectif en 2009 n'était que de 312 élèves seulement. Il y a aussi un jardin d'enfants pour les plus petits, dont le bâtiment actuel date de 1984, et qui peut accueillir 150 élèves. De plus, il y a une crèche pour 28 enfants, ouverte en 1974.

### Médias
Parfenievo possède un journal local, qui est nommé depuis 1994 le Parfenevski Vestniki, soit littéralement le « Messager de Parfenievo ».

### Santé
Le village possède toujours un hôpital, dont le bâtiment actuel a été construit entre 1999 et 2002. Il sert d'hôpital pour tout le raïon de Parfeniev. L'hôpital a 59 lits et 20 employés en 2009. En mars 2023, la première pharmacie de Parfenievo a été ouverte, alors qu'auparavant, c'était le seul centre administratif de raïon n'ayant pas de pharmacie.

### Sports
En 1998, un nouveau bâtiment de l'école des sports (un gymnase en soi) a été ouvert, avec plusieurs terrains de sport. Il y a un terrain de hockey, un autre de volley-ball, un de basket-ball, et le ski peut être pratiqué autour du village.
Chaque année a lieu dans le village la « Piste de ski de l'amitié », qui réunit les meilleurs skieurs de l'oblast de la zone du nord-ouest de l'oblast de Kostroma. Le concours est préparé chaque année par les élèves de l'école de sport du village, qui enlèvent les buissons et envoient les invitations. Les skieurs vont de 8 à 80 ans.

## Économie

### Principales activités
Comme l'essentiel de l'oblast de Kostroma et plus largement des zones rurales de Russie européenne, le village dépend de seulement quelques activités, se reposant principalement sur les ressources et le secteur public, qui emploient la majeure partie de la population. La principale industrie du village est l'exploitation forestière ainsi que la transformation de celui-ci. En plus des entreprises, les particuliers pratiquent aussi cette activité. Les plus grandes entreprises de ce secteur à Parfenievo sont Dvestrog, la LLC Vostok et les sociétés par action Victoria, Kostromakozles et Sokolov.
Le secteur agricole est lui représenté par la LLC « Parfenevskié syry » qui possède parmi ses biens une ferme d'élevage intensif. Cette entreprise a été constituée en 2006 en fusionnant cinq entreprises agricoles du village. Son activité principale est l'élevage bovin. En 2006, elle a lancé un projet de ferme d'élevage intensif devant contenir 2 000 têtes de vaches laitières. Les travaux, chiffrés à 1,4 milliard de roubles ont commencé en 2008, et l'ouverture a commencé à partir de 2012. L'entreprise est l'une des plus importantes productrices de lait cru de la région. Les vaches laitières qui ont été choisies sont des rouges de Suède et des Holstein, choisies pour leur rendement. L'entreprise possède par ailleurs les terres nécessaires pour la production du fourrage. Le lait est principalement destiné à la production de fromage, et l'entreprise dispose d'étables de deux salles de traite.
Outre l'élevage de bétail, il y a une ferme d'élevage de cerfs, qui en plus de produire du lait, s'axe sur le tourisme en proposant des activités avec ces animaux. La ferme appartient à un centre, qui protège les cerfs, sangliers et faisans en forêt, tout en sensibilisant sur l'environnement.
Même s'il est bien moins développé qu'auparavant, le commerce existe toujours dans le village. La plupart sont situés rue Lénine, c'est-à-dire la rue principale. Il y a des commerces de proximité ainsi que des boutiques de souvenirs. Sinon, le village est possède les communications mobiles.

### Voies de communication et transports
Parfenievo est une localité rurale, ce qui implique une faible connexion aux réseaux de transport. Aucun axe majeur de transport ne dessert le raïon, et l'oblast de Kostroma est en général une région mal desservie, malgré sa proximité avec Moscou.

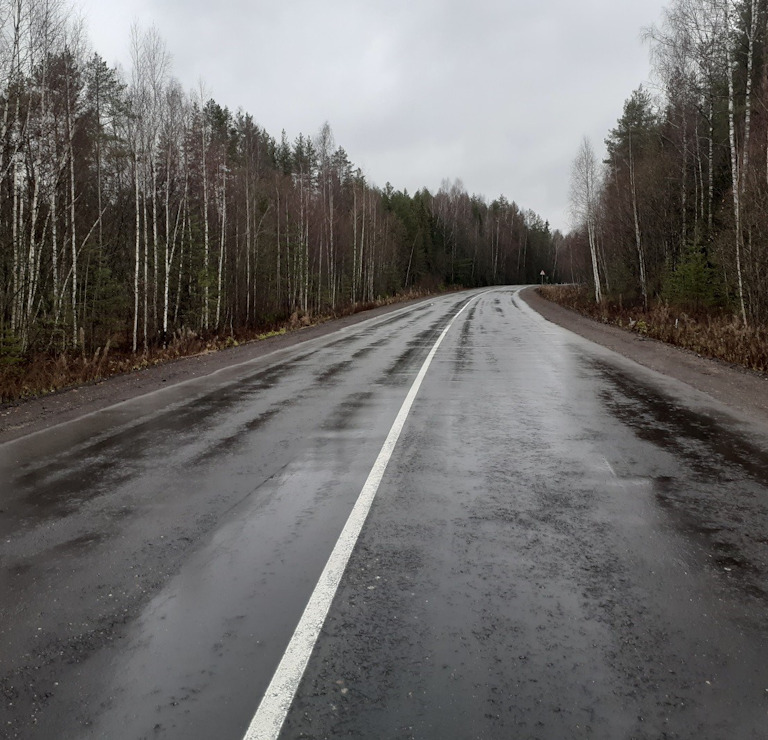
La 34K-18 entre Parfenievo et Nikolo-Poloma, traversant une forêt.

La localité est desservie par trois routes à vocation de desserte locale, qui commencent toutes dans la localité. La première (34K-18), permet d'accéder à Nikolo-Poloma au sud. Cette route se connecte à la 34N-17 à mi-chemin entre Parfenievo et Nikolo-Poloma, route menant vers Galitch. À Galitch passe la 34N-15, axe majeur de l'oblast reliant Tchoukholma au nord à Kostroma au sud. Par ailleurs depuis Nikolo-Poloma, la 34N-19 mène vers Neïa. La seconde (34K-207) mène au petit village de Matveïvo au nord-est. Il n'y a pas de routes permettant de relier des axes majeurs depuis ce village. La troisième (34K-212) se dirige vers Malguino, un petit village au nord-ouest . Il n'y a pas de route depuis Malguino vers d'autres endroits. L'axe fédéral le plus proche est la route fédérale M8, qui va de Moscou au sud à Arkhangelsk au nord. L'axe se situe à plus de 200 km par la route à l'est, à Pretchistoïe.
Sur le plan ferroviaire, la situation est comparable ; il n'a jamais existé de ligne de chemin de fer à Parfenievo ni dans les localités limitrophes. La plus proche est la gare de Nikolo-Poloma, à 15 km au sud de Parfenievo. Mais contrairement aux routes, la gare est traversée par un axe majeur, la ligne Bouï — Kirov, tronçon des Chemins de fer du Nord. Mais cette ligne est surtout partie du tronçon européen du Transsibérien, et voit ainsi passer de nombreux trains. Il y a des trains vers Moscou, Vladivostok, Abakan, Ijevsk, Saint-Pétersbourg, Tcheliabinsk, Tioumen, Novokouznetsk et Tchita.
L'aéroport le plus proche est l'aéroport de Kostroma (code IATA : KMW • code OACI : UUBA), aussi appelé aéroport de Sokerkino. Il faut près de 3 heures de trajet en voiture pour rejoindre cet aéroport. Depuis cet aéroport, il y a des liaisons vers Moscou, Saint-Pétersbourg, Anapa, Simferopol et vers Ivanovo. Mais l'aéroport reste petit, il n'a pas de vocation internationale.

## Culture locale et patrimoine

### Architecture et monuments

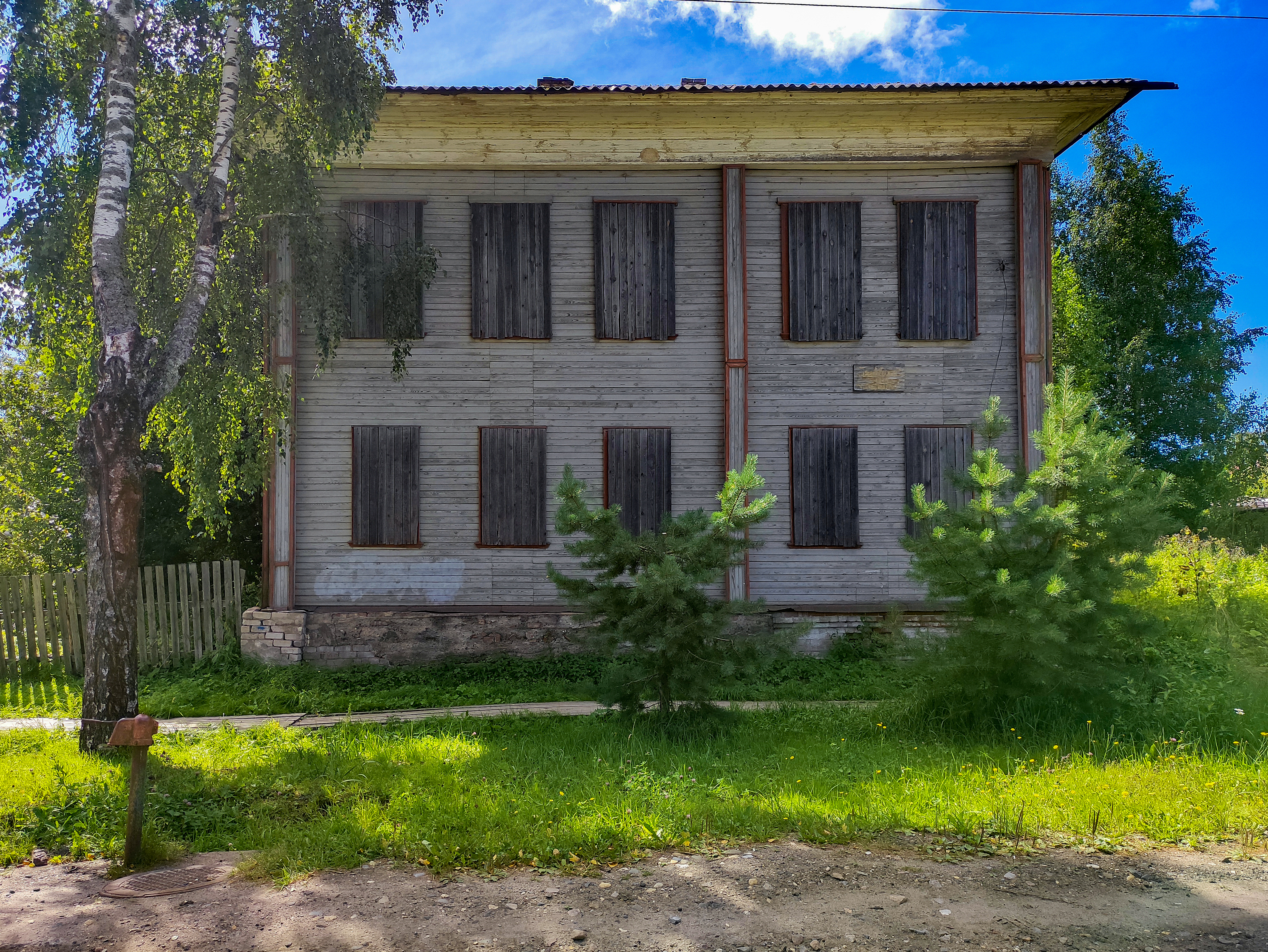
Le no 48 de la rue Lénine.

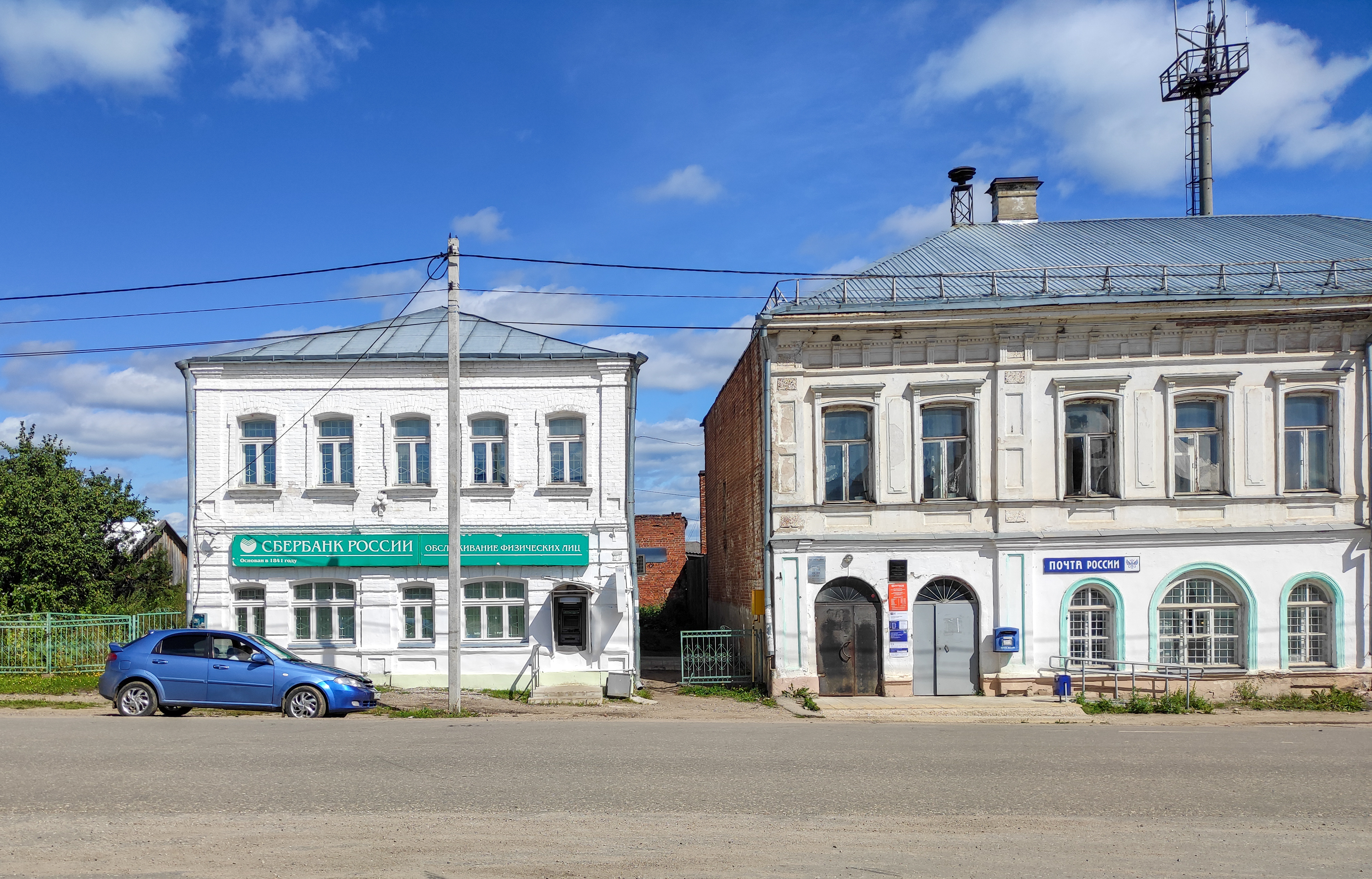
Architecture néoclassique rue Lénine.

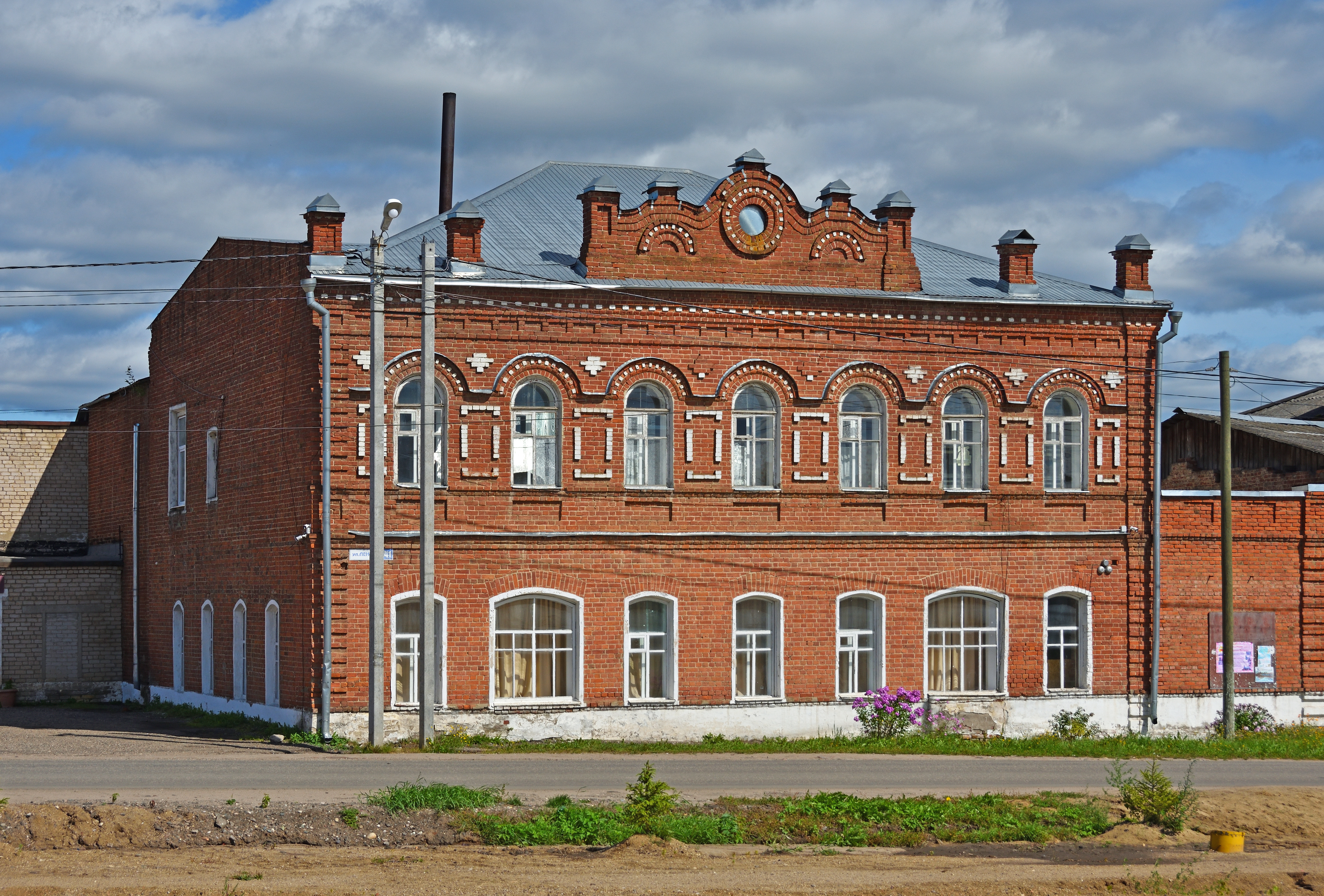
Le no 41 rue Lénine, architecture civile provinciale de style éclectique du XIXe siècle.

L'architecture de Parfenievo est principalement un mélange de trois styles architecturaux typiques des centres de petites villes régionales du Nord-Ouest de la Russie. Ce sont l'architecture en bois russe, l'éclectisme provincial et le néoclassicisme russe. Les bâtiments actuels de Parfenievo ont principalement été construits au XIXe siècle, même si quelques-uns toujours debout sont plus anciens. Un certain nombre d'entre eux (principalement rue Lénine) étaient au XIXe siècle des maisons ou commerces de marchands riches, qui ont fait prospérer la ville à cette époque. L'étendue de la bâtisse historique s'étend en tout dans le village de la fin du XVIIIe siècle au milieu du XXe siècle. Les bâtiments en bois toujours existants sont eux principalement du XIXe siècle au XXe siècle. La plupart des bâtiments historiques sont classés.
À Parfenievo, ces bâtiments ont pu être préservés contrairement à d'autres endroits, car sous l'Union Soviétique, ces bâtiments ne furent pas abandonnés ou détruits. Par exemple, deux maisons en bois du XIXe siècle ou début XXe siècle (dont le no 15 de la rue Komsomslaïa) servent toujours d'entrepôts, principalement aujourd'hui pour des biens agricoles.
L'architecture en bois russe est ainsi l'une des trois principales de Parfenievo. Elle s'illustre par de nombreux bâtiments, comme le no 48 et no 52 de la rue Lénine, le no 23 de la rue Konovonaou encore le no 8/12 de la rue de la Neïa. Le néoclassicisme russe, qui s'est développé durant la seconde moitié du XVIIIe siècle, surtout après l'accession au trône de Catherine II, a longtemps influencé l'architecture locale, dont celle en bois. Sur de nombreux bâtiments de Parfenievo se trouvent des éléments décoratifs, comme des rosaces et des ornements de fenêtres. Sur le no 8/12 de la rue de la Neïa, sont placés des pignons décorés au-dessus des fenêtres. Souvent, on peut voir des demi-soleils au-dessus des fenêtres, des pilastres en bois décorés et des chapiteaux en bois ornés. Sur les no 37 et 50 de la rue Lénine, no 16 de la rue Beloroukova ou encore le no 22 de la rue Pïonnerskaïas, les chapiteaux présentent des volutes fournies.
Les décors des maisons de Parfenievo sont généralement inspirés par le classicisme tardif et l'éclectisme provincial, dont les constructions, très présentes dans l'oblast de Kostroma, vont de la seconde moitié du XIXe siècle au milieu du XXe siècle. Au no 73 de la rue Lénine et à bien d'autres maisons, des sortes de mutules en bois ornent les côtés du toit. Les mutules et autres motifs à Parfenievo sont souvent inspirés du style néo-russe, qui parfois imprègne la maison entière comme celle des Vinogradov, au no 27 de la rue Konovona. Les consoles en bois ainsi que le toit sont aussi fournis de nombreux exemples de design décoratif. La barre terminant le bas du toit est bien décorée à des endroits comme au no 21 de la rue Soviétique ou au no 18 de la rue du Komsomol. Sur ces exemples-là, il est intéressant de voir la décoration jusqu'à la faîtière.
Sur certains toits, les décors divergent des architectures russes, créant ainsi un type de mini-style architectural à Parfenievo. Parfenievo possède comme caractéristiques décoratives locales l'utilisation généralisée des rosaces, y compris dans les chapiteaux de façade et la rotation angulaire du mutule sur la corniche de couronnement.
Cette architecture a permis que plusieurs bâtiments soient protégés au registre des objets patrimoniaux culturels de Russie. Au 30 août 2023, selon le ministère de la Culture de la fédération de Russie, il y avait 20 objets classés, dont un ensemble, c'est-à-dire un regroupement de plusieurs monuments. Cet ensemble est celui de la Cathédrale de la Déposition-de-la-robe qui inclut l'église de la Résurrection-du-Christ et une chapelle. L'ensemble est le seul objet patrimonial culturel de Parfenievo à être d'importance fédérale, depuis un décret du président russe no 176 du 20 février 1995. Les 19 autres objets sont tous d'importance régionale. Sur les 20, 18 sont situés sur la rue principale ; la rue Lénine ; 1 sur la rue Kononova et 1 sur la colline de la cathédrale.

Architecture de Parfenievo (sélection).
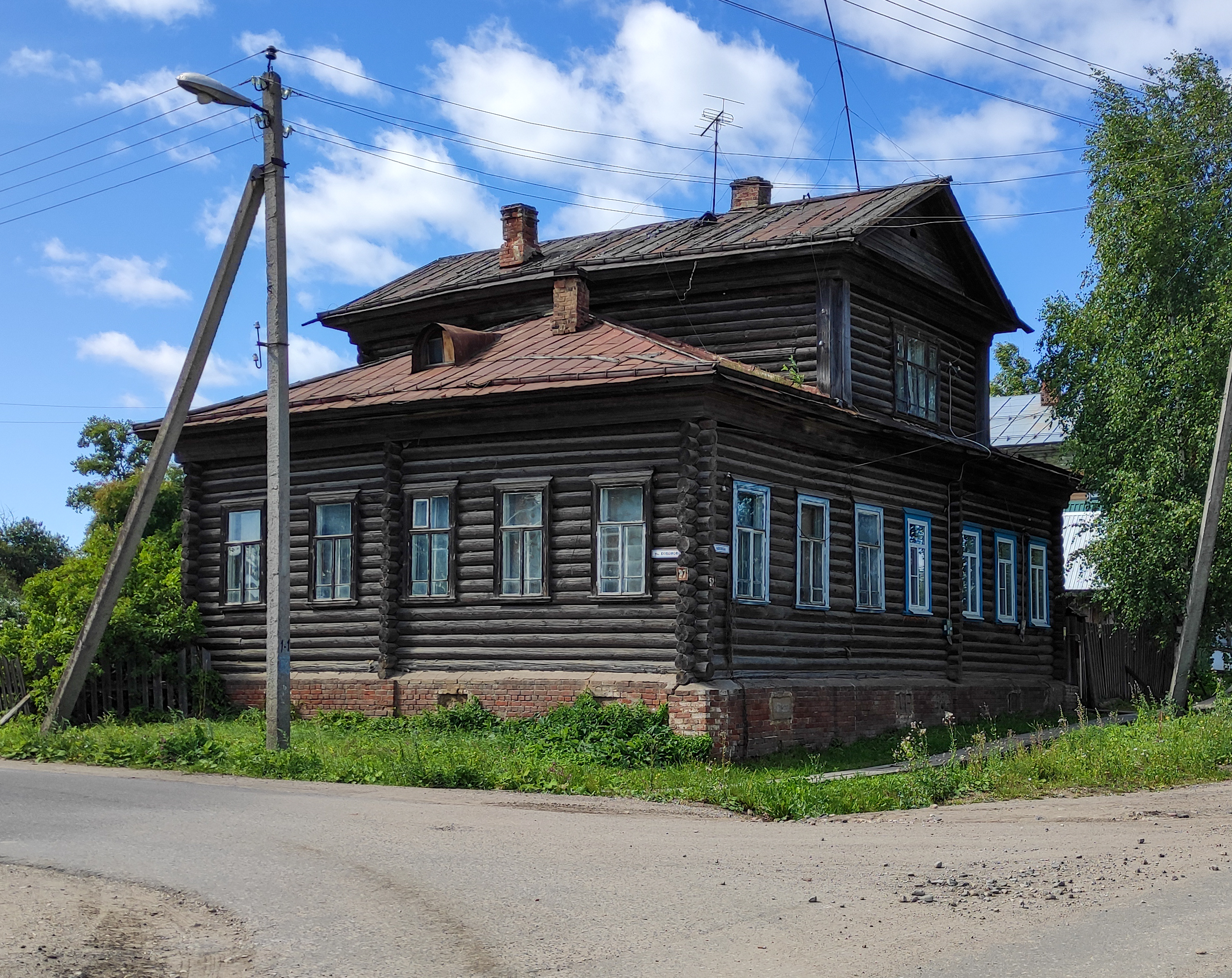
Le no 52 de la rue Lénine
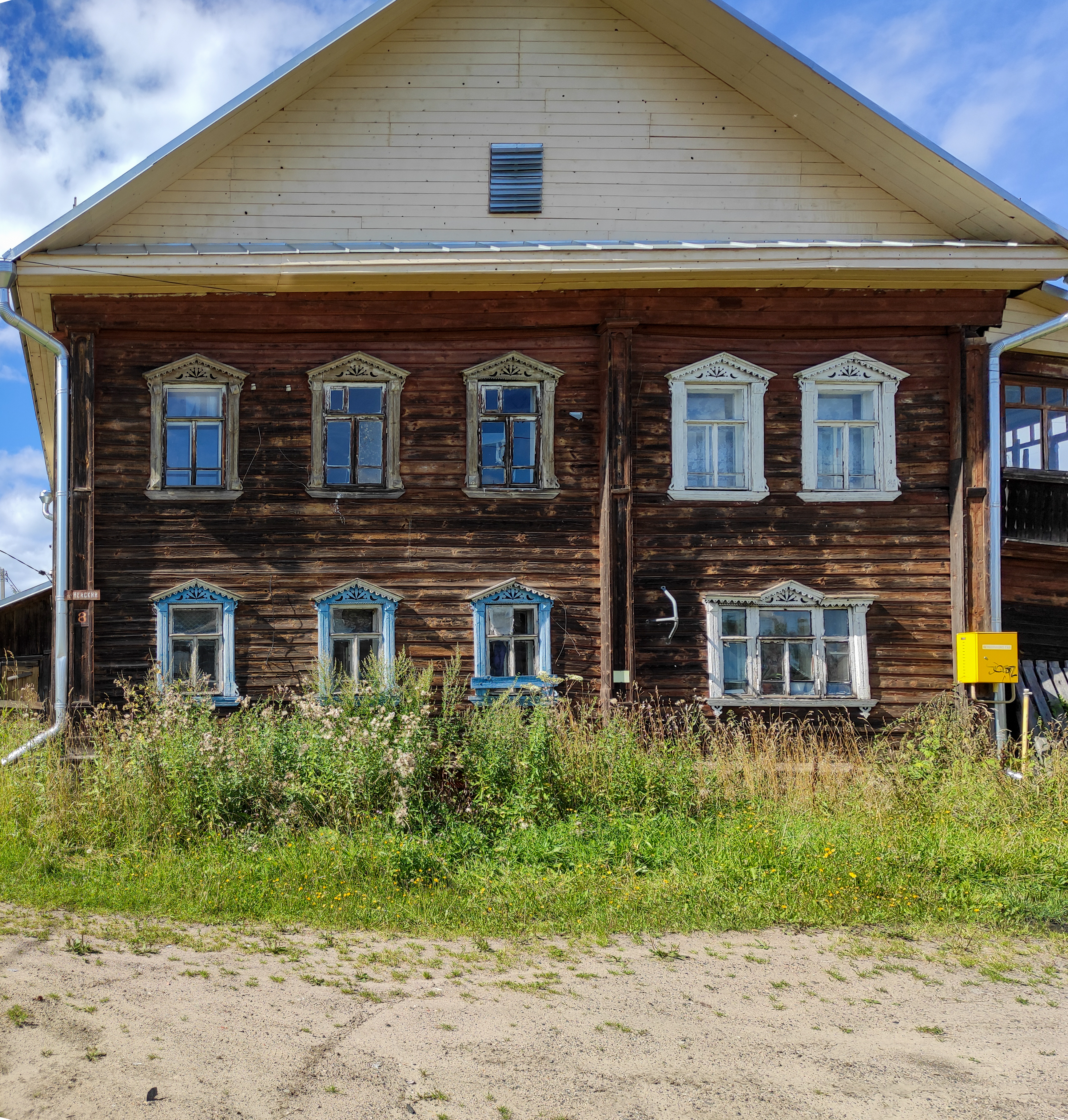
Le no 8/12 de la rue de la Neïa.
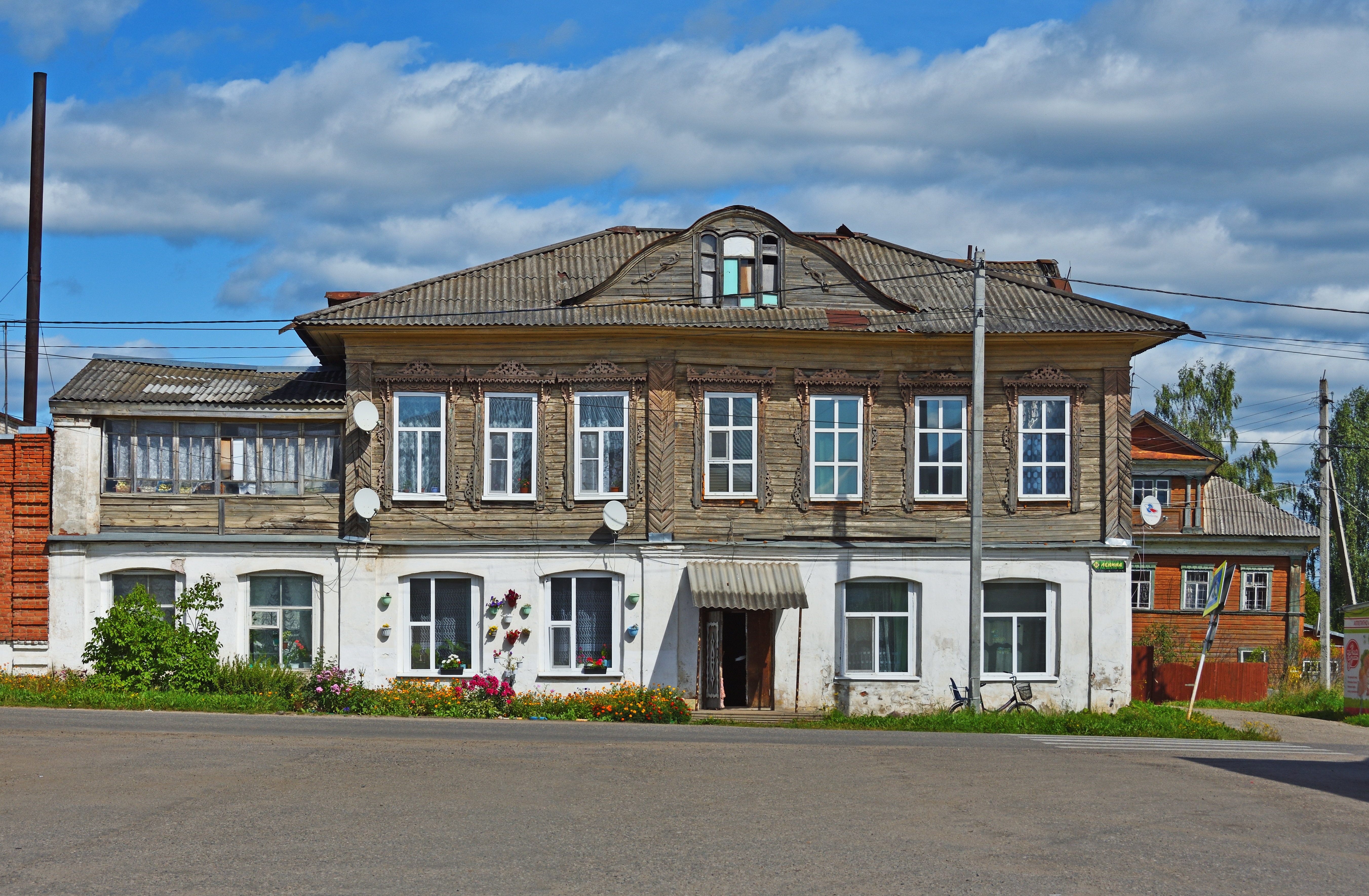
Le no 39 de la rue Lénine.
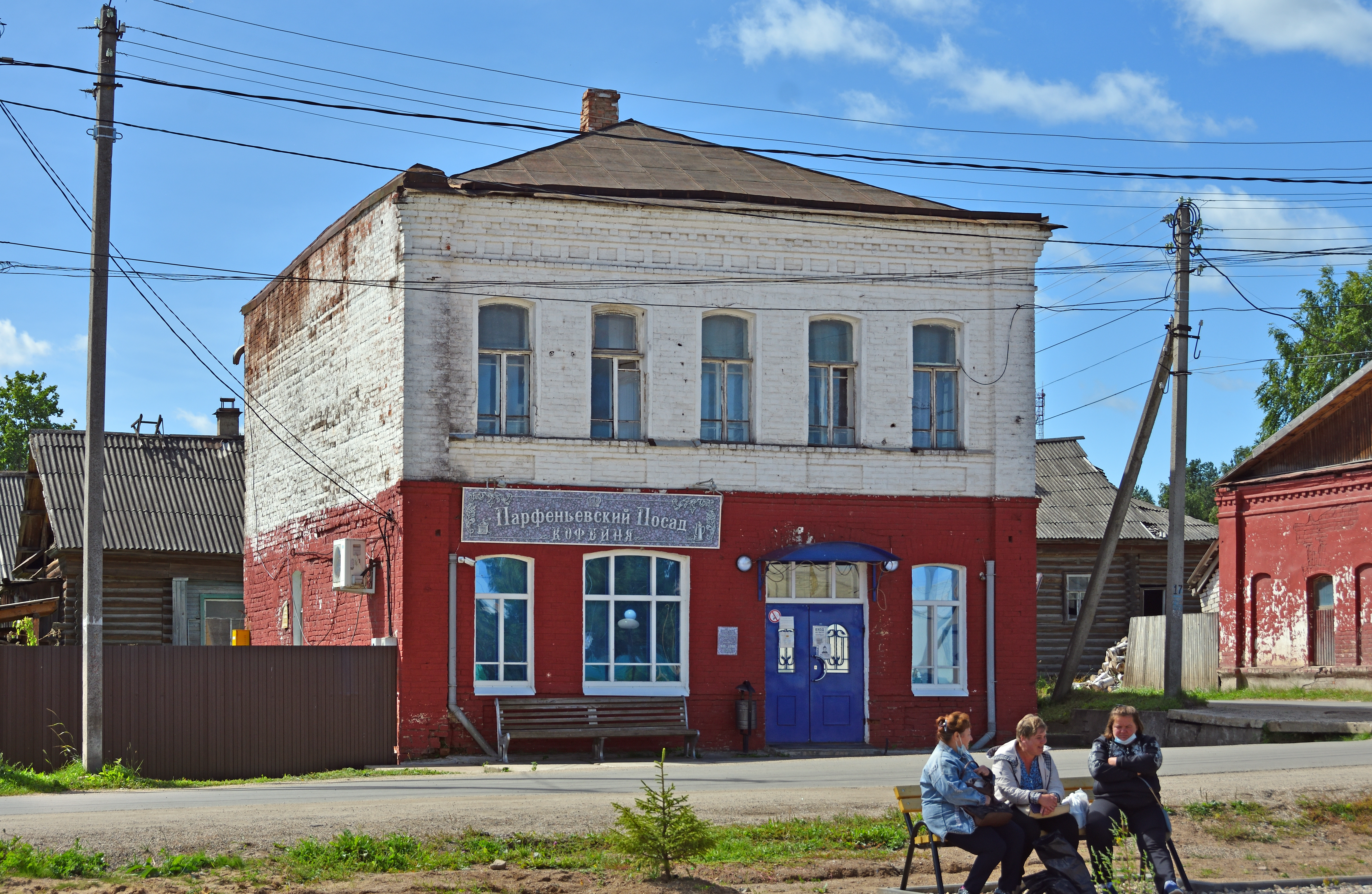
Le no 26 de la rue Lénine, de l'éclectisme tardif[106].

### Patrimoine religieux
Le patrimoine religieux est constitué de trois édifices orthodoxes historiques, dont deux cathédrales, avec celle de la Résurrection du Christ, celle de la Déposition-de-la-robe et celle de la Nativité. Les édifices ne sont pas très vieux, mais succèdent chacun à des édifices précédents bien plus anciens. Les trois édifices sont classés.
L'édifice religieux le plus ancien est la cathédrale de la Résurrection-du-Christ (1), dont un édifice en bois est mentionné pour la première fois en 1617, puis un nouvel édifice aussi en bois construit, après un incendie, en 1704. L'édifice actuel date de 1790, est de style néoclassique russe, et est richement décoré à l'intérieur. C'est le plus vieil édifice en pierre toujours debout dans le village, et il a connu d'importantes rénovations de 1999 à 2006, rénovant tour à tour l'intérieur, les peintures, le toit, etc. Il a été découvert lors des restaurations en 2005 que l'édifice présente un caractère unique en Russie, d'« un dôme dans un dôme », c'est-à-dire que la construction de l'église s'est faite progressivement, augmentant peu à peu la superficie. Mais ces constructeurs décidèrent de ne pas détruire le premier dôme qu'ils avaient construits, et rajoutèrent alors un second dôme sans détruire le premier.
Le second édifice religieux par ordre de date de construction est l'église de la Nativité (2). Le premier édifice est construit entre 1717 et 1720 dans le monastère de la Neïa, monastère fermé en 1725 puis détruit. En 1842 ou selon d'autres sources en 1848, l'édifice actuel fut construit à la place de l'ancien édifice du siècle précédent, avec une architecture néoclassique russe. Le nouvel édifice est sobre, sans grandes décorations, fait ainsi pour montrer la pauvreté et l'aliénation du monastère qui existait autrefois sur le site. L'édifice a été fermé dans les années 1930 et est depuis à l'abandon, n'ayant pas été rendu à l'Église orthodoxe russe.
Le troisième édifice est la cathédrale de la Déposition-de-la-robe (3). Le premier édifice, qui était une église, était celui construit avec la forteresse, et qui devait se charger de sonner le tocsin en cas d'attaque ennemie, mais il fut perdu au cours du XVIe siècle. Au XVIIe siècle, une nouvelle église dédiée à la Déposition-de-la-robe fut construite, mentionnée pour la première fois en 1616. L'édifice se trouvait sur la place commerciale du village, servait aussi à des fins commerciales, équipé d'instruments de mesure à l'intérieur. En 1848, un nouvel édifice fut construit dans le style Empire russe, avec beaucoup de détails, la rendant assez opulente. Il fut fermé puis transformé en cinéma pendant la période soviétique, avant d'être rouvert lors d'une cérémonie liturgique et d'une procession dans le village en 2011.
L'église de la Résurrection-du-Christ et la cathédrale de la Dépositon-de-la-robe forment l'« Ensemble de l'église de la Déposition-de-la-robe (Makarievskaïa) », qui a été classé comme objet patrimonial culturel d'importance fédérale par décret du président russe no 176 du 20 février 1995. L'église de la Nativité est elle depuis le décret du gouverneur de l'oblast du 30 décembre 1993 un objet patrimonial culturel d'importance régionale.

### Institutions culturelles
Depuis les années 1970, fonctionne à Parfenievo une école d'arts pour enfants. Elle dispense des cours de musique, de danse et de peinture. Elle peut prendre en charge jusqu'à 130 enfants par an.
Il y a une bibliothèque, qui est la bibliothèque centrale du raïon, et qui porte depuis 1961 le nom de Sergueï Maksimov, personnalité locale. En 2009, la bibliothèque centrale possédait 36 200 ouvrages. Il y a aussi une maison centrale de la Culture, pour tout le raïon, dans le village, qui possède une scène polyvalente.
Enfin, la dernière institution culturelle est le musée des traditions locales de Parfenievo (4), ouvert en 1986, et qui couvre l'histoire du village, sa culture, et les personnalités qui lui sont liées, avec plus de 4 000 objets. Le musée possède des peintures, sculptures, dessins, avec aussi des expositions temporaires. Il se situe dans la maison de l'ancien médecin A. Vinogradov. Il possède une riche collection de meubles des marchands russes qui peuplaient autrefois le village, ainsi que de samovars.

### Héraldique
| Armoiries du raïon de Parfenievo | Les armoiries du raïon de Parfenievo sont aussi celles du village, et se blasonnent ainsi : « Dans un champ d'azur, un mur de forteresse en bois doré avec une galerie et la même tour, qui a un toit à pignon et un arc de porte de la couleur du champ, debout sur une pointe verte, chargé d'un tronqué doré et inscrit chevrons étroits, entourés de pierres de forme irrégulière ; la tête en argent est sculptée en forme de trois croix trèfles, dont celle du milieu est plus haute ; entre les croix, les bords de la tête sont courbés ». Les auteurs sont V. Konstantinov, K. Motchenov et K. Perekhodenko. Elles ont été approuvées par les décisions du raïon de Parfenievo no 132 du 9 juin 2005 et no 81 du 23 novembre 2006. |

### Personnalités liées à Parfenievo
Le village est le lieu de naissance de plusieurs personnalités russes ou soviétiques :
- Sergueï Maksimov est un ethnographe et écrivain de fiction russe né dans le village en 25 septembre 1831 (7 octobre dans le calendrier grégorien). Son père était maître de poste. Il est scolarisé dans l'école du village puis dans cette de Kologriv, avant d'entrer en 1842 au gymnase de Kostroma, qu'il termine huit ans plus tard. Ensuite, Sergueï Maksimov étudie à l'Université de Moscou, en faculté de médecine. Il commence à travailler aussi avec Le Moscovite, et après deux ans de faculté, il s'installe à Saint-Pétersbourg. Il devient étudiant à l'Académie de médecine et de chirurgie, et travaille pour La Bibliothèque pour la lecture, où ses premiers essais sur son Parfenievo natal ont été publiés. Il publia « Une année dans le Nord » (1859, Saint-Pétersbourg ; 3e éd., 1871, qui reçut une médaille d'or de la Société géographique impériale russe. Il travaille ensuite pour cette Société, visitant le sud de la Russie, l'Amour, le Nord-Ouest, etc., en écrivant au sujet de ces régions. Il meurt le 3 juin 1901 (16 juin dans le calendrier grégorien), et est enterré à Saint-Pétersbourg[38],[114],[115].
- Dmitri Pavlovitch Goloubev est un chirurgien soviétique né à Parfenievo le 29 septembre 1906 (12 octobre dans le calendrier grégorien). Il est diplômé de l'Institut médical d'Astrakhan. Il travaille dans un petit hôpital dans l'oblast de Kirov, avant de devenir chirurgien militaire lors de la guerre d'Hiver et de la Seconde Guerre mondiale. Après la guerre, il sert pendant 13 ans en Allemagne et en Pologne, devenant chirurgien en chef du Groupe des forces du Nord. Goloubev travaille ensuite comme médecin dans une raffinerie de Iaroslavl et occupe également le poste de chirurgien en chef du service de santé de la ville de Iaroslavl. Il fut membre du Conseil municipal de la ville. Il reçoit l'ordre du Drapeau rouge du Travail et le titre de héros du travail socialiste. Il meurt le 5 juin 1991 à Iaroslavl et enterré dans cette ville[116].

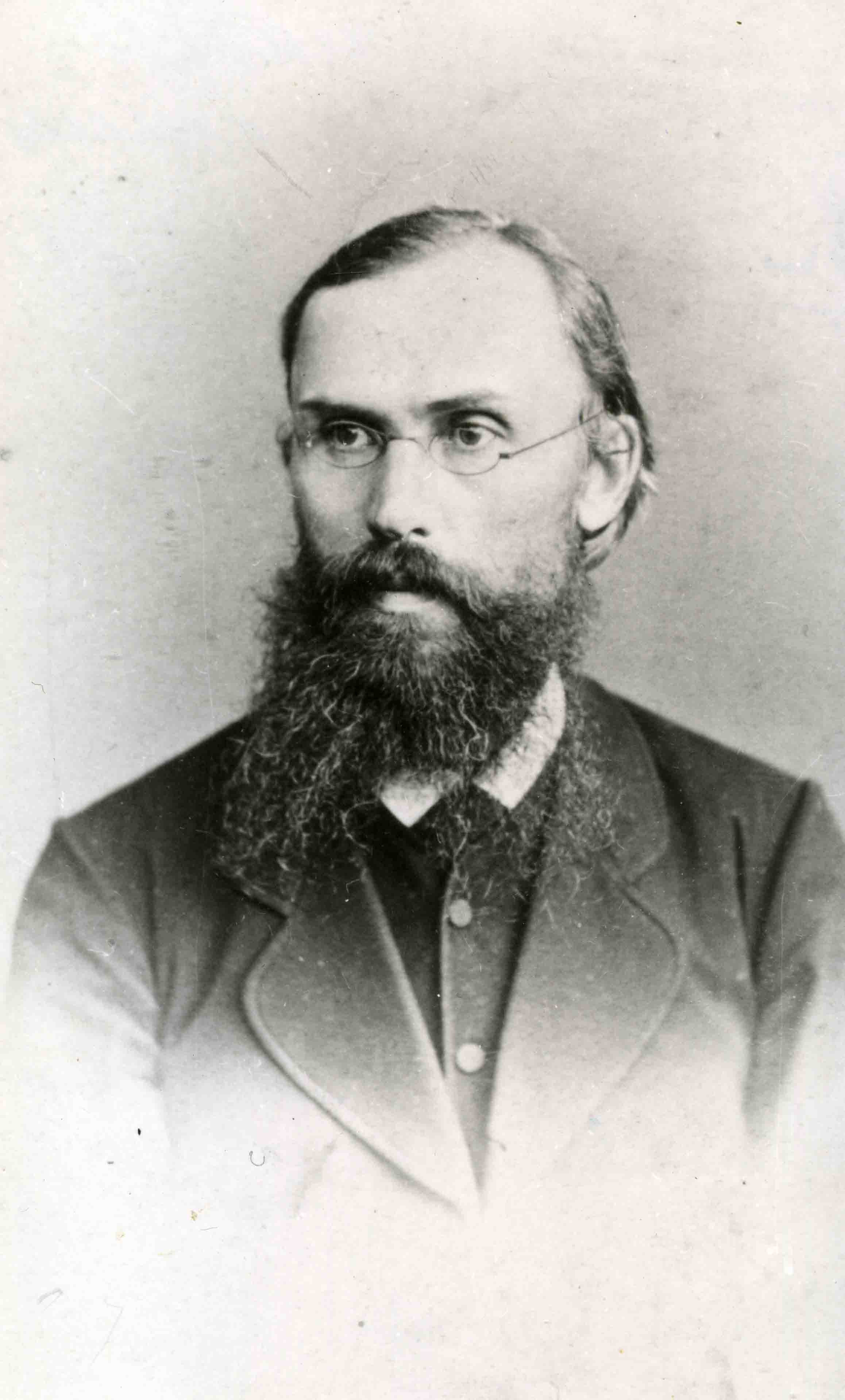
Sergueï Maksimov.
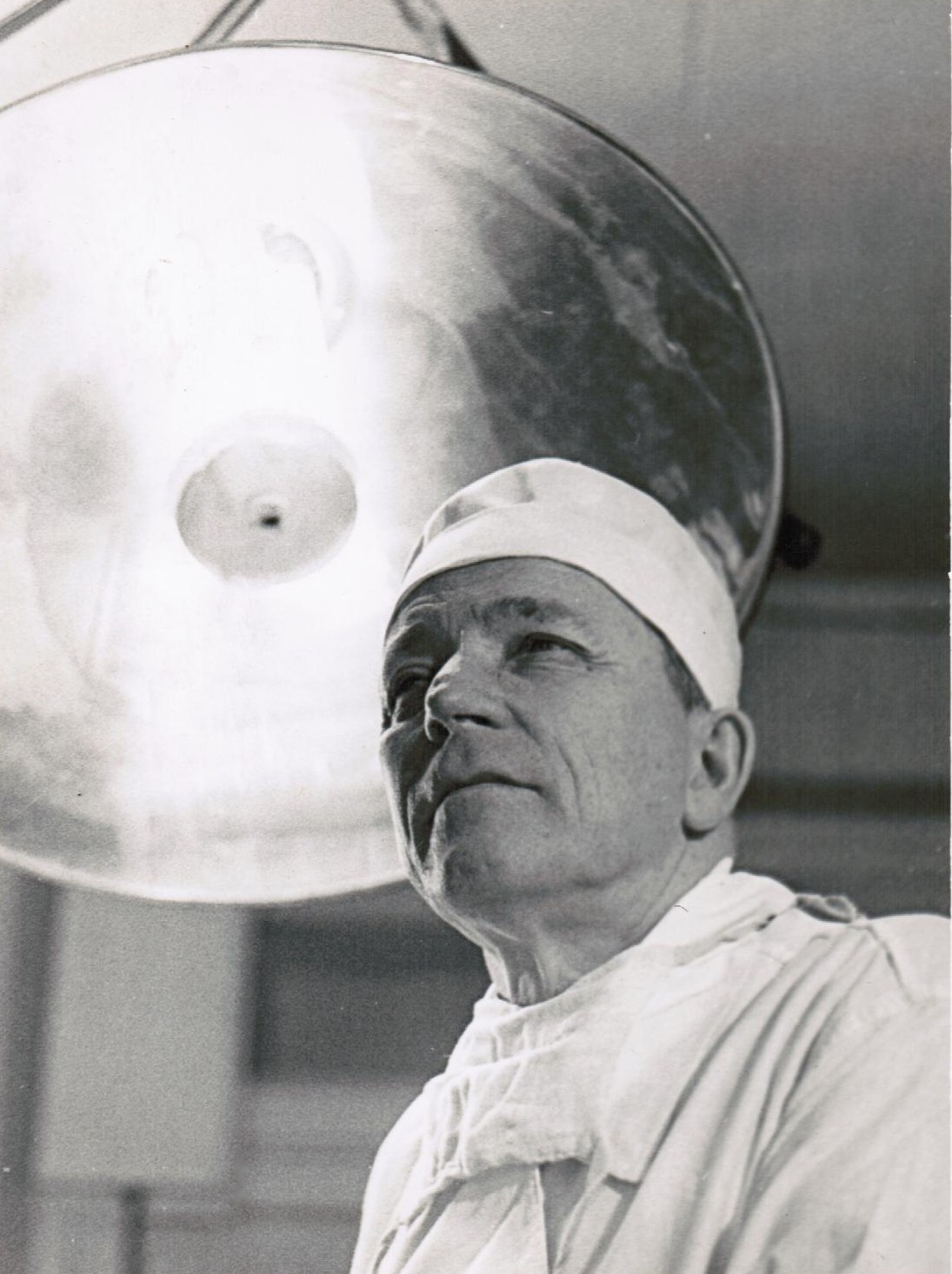
Dmitri Goloubev.